# Periodo constitucional del reinado de Alfonso XIII
El periodo constitucional del reinado de Alfonso XIII constituye el primer periodo del reinado personal de Alfonso XIII comprendido entre su acceso al trono en mayo de 1902 y el golpe de Estado de Primo de Rivera de septiembre de 1923 que dio paso al segundo periodo del reinado, la Dictadura de Primo de Rivera. Se denomina constitucional porque durante el mismo el rey Alfonso XIII se atuvo al papel que le confería la Constitución de 1876 que rigió durante la Restauración borbónica en España. Durante este periodo el régimen político de la Restauración no fue capaz de transformarse en una verdadera Monarquía parlamentaria, entre otras razones porque el rey no se limitó a ejercer un papel simbólico sino que intervino activamente en la vida política, especialmente en los temas militares, gracias a los relativamente amplios poderes que le concedía la Constitución. El rey político, el político en el trono, fue así una pieza decisiva en la evolución del sistema y su intervención «se hizo más acusada en los momentos en los que los partidos mostraban poca cohesión interna y la opinión no se decantaba por un líder de un modo claro. En esas circunstancias, la decisión del monarca de entregar el poder a uno u otro líder político constituía una participación decisiva en la política interna de los partidos».
Por otro lado, como ha señalado el historiador Manuel Suárez Cortina, «en los años que estuvo al frente de los destinos del Estado, Alfonso XIII pudo observar un cambio notable en la sociedad española: la consolidación de un movimiento obrero autónomo, la afirmación de los regionalismos y nacionalismos periféricos, la formación de un sistema económico de acusados rasgos proteccionistas y varios intentos de modernizar el sistema político, que parecieron inviables desde mediados de la segunda mitad del siglo». Según el historiador Javier Moreno Luzón, los cambios que se produjeron durante su reinado «provocaron gravísimos conflictos sociales y políticos... España no se asemejaba a Gran Bretaña, pero tampoco a una colonia africana, más bien se aproximaba a Italia y otros estados europeos de segunda fila que, al comenzar el siglo XX, se adentraban en la compleja política de masas».

## Los primeros años (1902-1907)

### El acceso al trono de Alfonso XIII

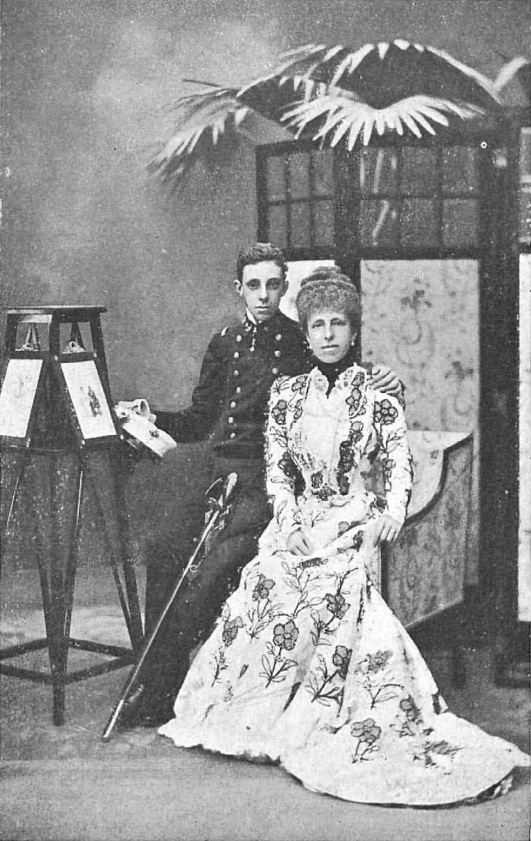
El futuro Alfonso XIII con su madre, la regente María Cristina de Habsburgo-Lorena, en 1901, un año antes de su acceso al trono.

Alfonso XIII inició su reinado personal el 17 de mayo de 1902 cuando cumplió los dieciséis años de edad y juró la Constitución de 1876. Madrid se engalanó para el acontecimiento y más de 100.000 personas llegaron a la capital gracias a los billetes baratos que ofrecieron las compañías ferroviarias para la ocasión. Hubo desfiles con bandas de música, una gran parada militar y una corrida de toros, y también batallas de flores, campeonatos de polo y de tiro y un campeonato de foot-ball, origen de la Copa del Rey. Cuando el rey salía de palacio para ir al Congreso de los Diputados se produjo un incidente. Un hombre se subió al carruaje y recibió un puñetazo de Alfonso XIII, siendo reducido por sus escoltas. Hizo temer que se trataba de un atentado pero en realidad era un loco que quería entregar una carta a la infanta María Teresa de Borbón, hermana del rey, de la que decía estar enamorado.
Al día siguiente el joven rey inauguró el monumento a Alfonso XII en el Retiro. También envió un mensaje al papa León XIII en el que se proclamaba «Rey de una nación en donde la fe religiosa no ha vacilado un solo instante», para recordar a continuación que era «Hijo de la insigne Reina que por espacio de más de dieciséis años ha sabido mantener a su Pueblo en las más perfecta y cabal armonía con la Iglesia en cuya sublime creencia queremos vivir y morir los españoles». Al siguiente papa Pío X le escribió que durante su «glorioso pontificado» su antecesor «no dejó un solo instante de demostrar las más vivas simpatías por mi amadísima madre, por mi Real Familia, por mí y por la noble Nación cuyo gobierno Dios me ha confiado».

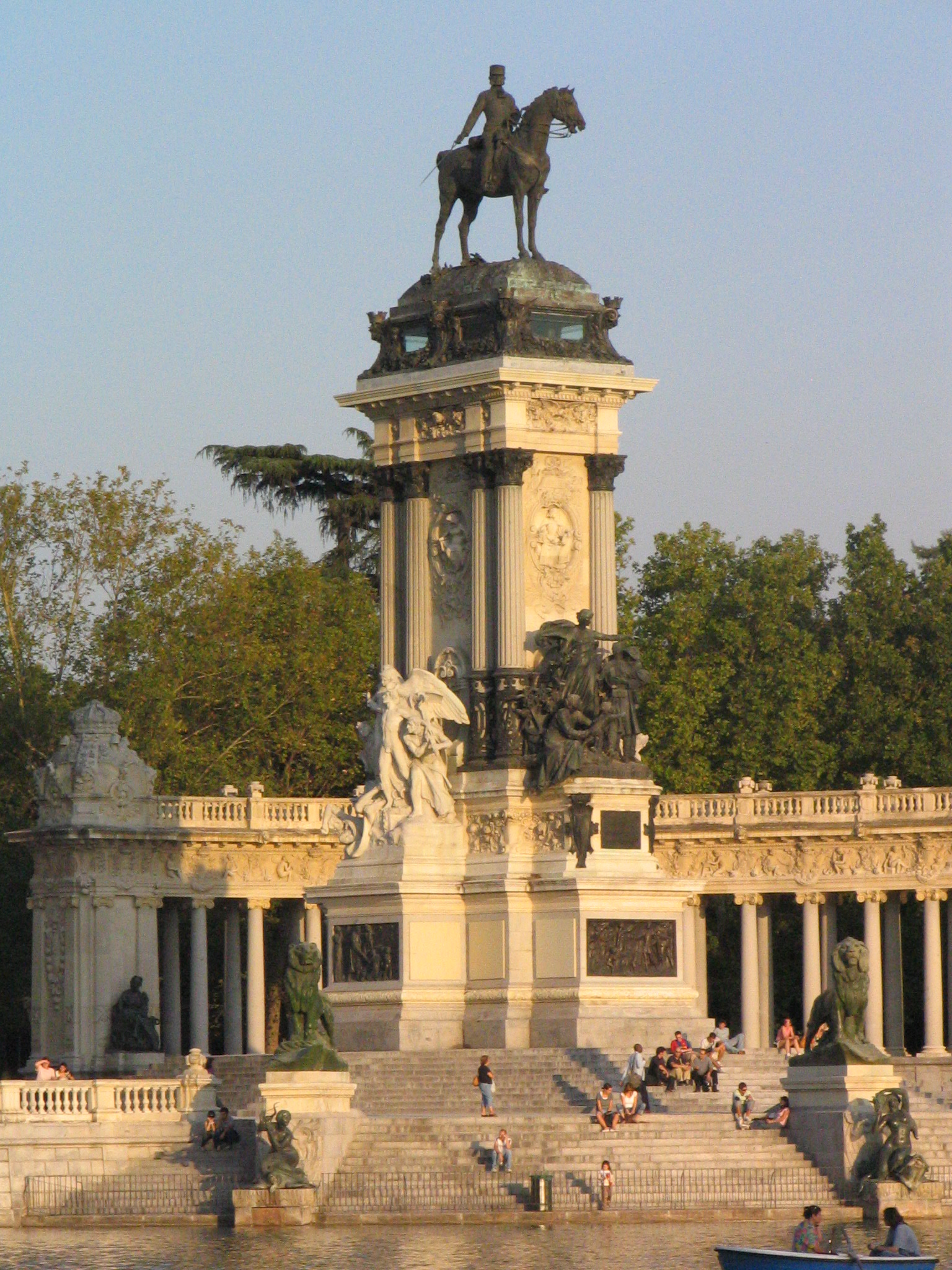
Monumento a Alfonso XII en los Jardines del Retiro de Madrid, inaugurado por Alfonso XIII al día siguiente de su acceso al trono.

Como era de esperar, los republicanos no acogieron con el mismo entusiasmo al nuevo rey. El diario "El País" abominaba «de las dinastías extranjeras que establecieron el absolutismo y el clericalismo, relajaron la fibra de nuestra nacionalidad, haciéndola perder en trescientos años todo su imperio y su grandeza». Los nacionalistas vascos también manifestaron su rechazo. El líder del Partido Nacionalista Vasco, Sabino Arana, envió un telegrama de felicitación al presidente de Estados Unidos por haber reconocido la independencia de Cuba, lo que dio lugar a su encarcelamiento durante varios meses. En cuanto a los nacionalistas catalanes la recién creada Lliga Regionalista consiguió que el Ayuntamiento de Barcelona aprobara que los gastos de las celebraciones por el nuevo monarca (75.000 pesetas) se destinaran a las recuperadas fiestas patronales de la Virgen de la Merced, aunque esta decisión no se debió a un rechazo de la monarquía o del joven rey, sino que fue una medida de protesta por la política represiva llevaba a cabo por el gobierno de Sagasta contra el catalanismo. En marzo había sido detenido Enric Prat de la Riba, director del órgano de la Lliga La Veu de Catalunya, bajo la acusación de «rebelión y de incitación al separatismo» por haber reproducido un artículo publicado en Perpiñán titulado Separatisme al Rosselló. Estuvo veinte días en prisión y durante ese tiempo contrajo la enfermedad de Basedow. Asimismo el gobierno había prohibido la celebración de los Jocs Florals, así como otros actos y manifestaciones públicas catalanistas y habían sido multados diarios y revistas escritos en catalán.
Por otro lado, mientras Madrid festejaba el acceso al trono de Alfonso XIII, Barcelona llevaba varios meses sometida al estado de guerra a causa de una huelga general revolucionaria que en febrero de 1902 había paralizado la ciudad una semana, por primera vez en su historia. Durante la misma se habían producido todo tipo de incidentes violentos hasta que el ejército logró controlar la situación. Hubo decenas de muertos y cientos de heridos. Alrededor de 500 personas fueron encarceladas. El cuadro de Ramón Casas titulado La carga, que mostraba a la guardia civil a caballo arremetiendo contra unos manifestantes, fue rebautizado Barcelona 1902.

### Problemas de liderazgo en los partidos del turno e inicio de la crisis del sistema caciquil

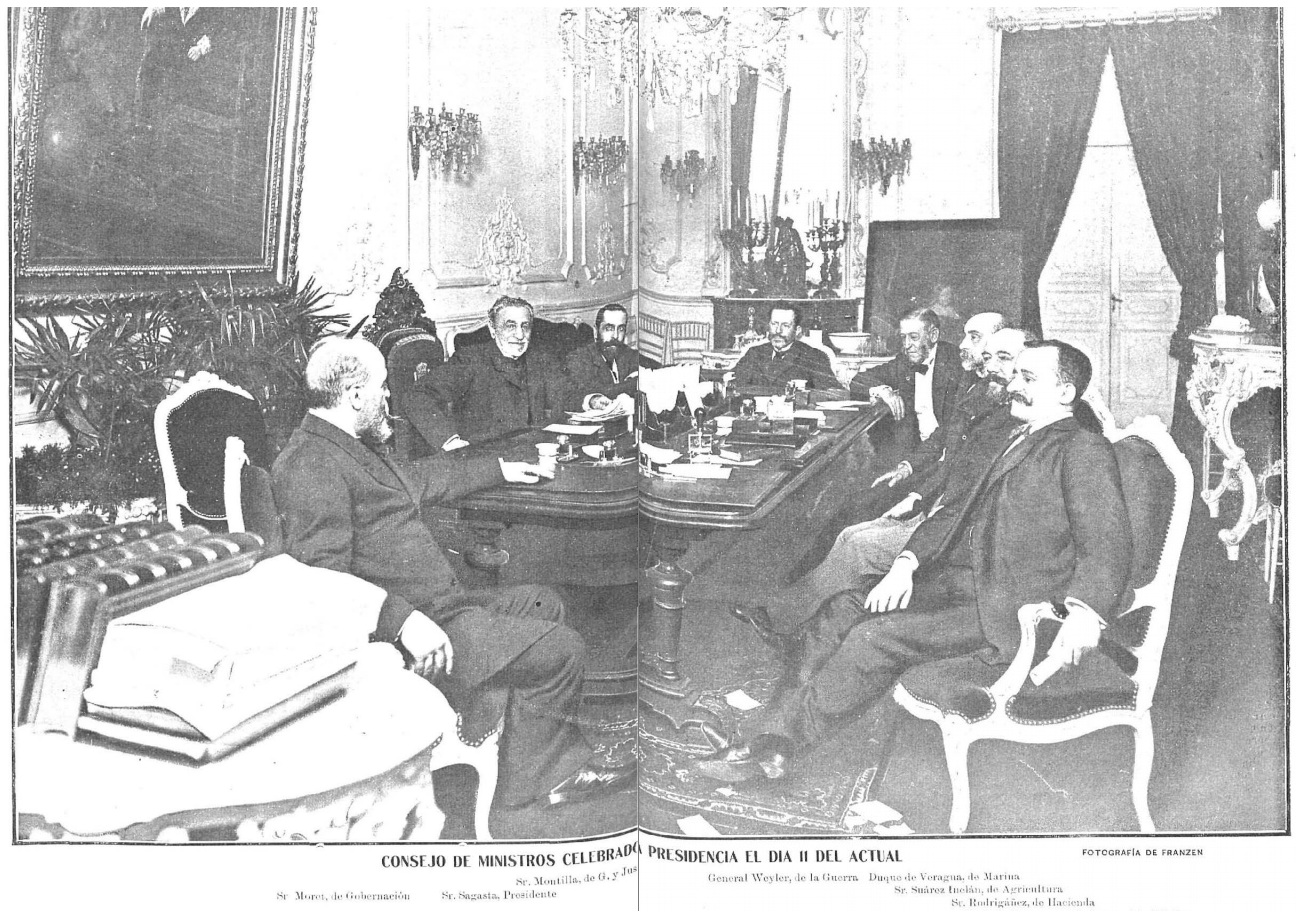
Gobierno presidido por Práxedes Mateo Sagasta (segundo por la izquierda), con Segismundo Moret (primero por la izquierda) y el conde de Romanones (primero por la derecha)

Cuando Alfonso XIII accede al trono en mayo de 1902 el gobierno está presidido por Práxedes Mateo Sagasta, anciano líder del Partido Liberal, uno de los dos partidos del turno junto con el Partido Conservador, y que estará en el poder hasta diciembre de ese año. Sagasta murió un mes después de dejar el cargo, a los 77 años de edad.
Le sucedió al frente del gobierno otro político veterano Francisco Silvela, 60 años, líder del Partido Conservador desde que fue asesinado en 1897 Antonio Cánovas del Castillo. Como era habitual en el régimen político de la Restauración cuando se producía el relevo entre los dos partidos del turno, el presidente obtuvo del rey el decreto de disolución de las Cortes y convocó elecciones que se celebraron en abril de 1903 para dotarse de una amplia mayoría en las Cortes. Silvela prometió que serían unas elecciones sinceras, aunque sin poner en riesgo la mayoría conservadora, lo que permitió que los partidos republicanos coaligados obtuvieran un resonante triunfo en varias capitales, como Madrid, Barcelona y Valencia. Este relativo éxito republicano fue muy mal recibido en la Corte que hizo responsable del mismo al gobierno, en concreto al ministro de la Gobernación Antonio Maura, por no haberlo impedido. Asimismo agudizó las tensiones en el seno del Partido Conservador. «Sivela, un hombre cansado, no aguantó la presión y tras la primera de las crisis llamadas orientales –con el significado de decisión despótica, puesto que en el Palacio se resolvían todas las crisis al ser el rey el que nombraba y separaba libremente a sus ministros, según la Constitución, siendo Urzáiz el autor de la expresión para calificar la crisis de 1903-, dimitió la presidencia del gobierno y la jefatura del partido conservador». Javier Tusell y Genoveva García Queipo de Llano, apoyándose en la documentación diplomática, especialmente en los despachos enviados a París por el embajador francés, afirman que ni el rey ni la reina madre fueron responsables de la caída de Silvela –en realidad le suplicaron que continuara en el cargo- sino que se debió a las divisiones internas que se produjeron en el seno del gobierno conservador. Buena parte de la prensa de la época, en cambio, no lo interpretó así y consideró la crisis «caprichosa e innecesaria» que recordaba los «días de la Reina Isabel».

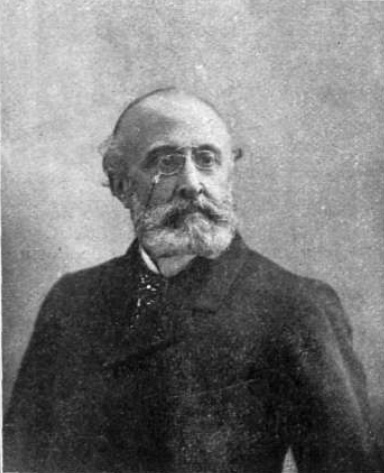
Francisco Silvela (1903), sucesor de Antonio Cánovas del Castillo al frente del Partido Conservador.

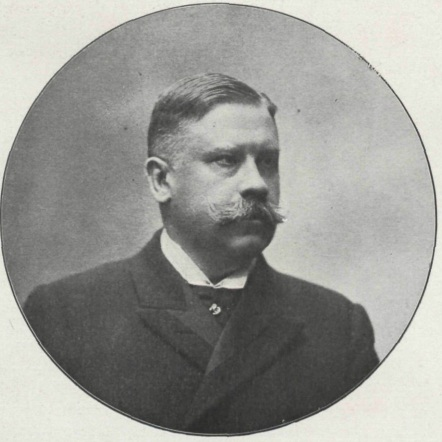
Raimundo Fernández Villaverde, líder de una de las facciones del Partido Conservador tras la retirada de Silvela.

La desaparición de los líderes históricos desató la lucha entre las diversas facciones que integraban tanto el partido liberal como el conservador para hacerse con el liderazgo. En el Partido Conservador se enfrentaron la facción encabezada por Raimundo Fernández Villaverde, quien había sucedido a Silvela al frente del gobierno, y la encabezada por Antonio Maura, que en diciembre de 1903 le sustituyó. La división en el seno del Partido Liberal fue aún mayor, pues había hasta cinco aspirantes para suceder a Sagasta, Eugenio Montero Ríos, José López Domínguez, Francisco Romero Robledo, Segismundo Moret y José Canalejas. El resultado fue un debilitamiento de los partidos, aunque el turno no se alteró. El Partido Conservador gobernó entre 1903 y 1905 y el Partido Liberal entre 1905 y 1907, pero fueron años de una gran inestabilidad. Durante el período conservador hubo «cinco crisis totales [de gobierno] con el paso por el gobierno de cuatro diferentes presidentes y nada menos que 66 ministros». Durante el año y medio que estuvieron en el poder los liberales hubo cinco gobiernos.
Como ha señalado Santos Juliá, «con la muerte de Sagasta [y la retirada de Silvela] se hizo evidente lo que venía gestándose tiempo atrás: aquellos partidos [del turno] funcionaban como coalición de facciones, cada una de ellas bajo la batuta de un jefe que controlaba tan sólo a un sector de los notables y de la red de caciques. Para la clase política de la Restauración el problema, al comenzar su reinado Alfonso XIII, consistía en mantener, bajo nuevos liderazgos, la cohesión de las elites fundadoras del régimen a la vez que lo "regeneraba", esto es, que limpiaba sus procedimientos con objeto de adquirir verdadera fuerza en la opinión; tarea complicada porque la cohesión de los partidos formados por facciones clientelares exige unos métodos contradictorios con la limpieza del sufragio, destinada a medir la fuerza de partidos de masa».
La quiebra del sistema del turno comenzó por Cataluña. Allí la movilización ciudadana consiguió poner fin al sistema caciquil, empezando por la ciudad de Barcelona, y los resultados de las elecciones sí que responderán a los cambios en la opinión de los votantes. Ello fue posible porque los partidos dinásticos fueron desplazados por dos fuerzas políticas de fuera del sistema: los catalanistas de la Lliga y los republicanos de Alejandro Lerroux.
Los éxitos electorales republicanos fueron el resultado de la renovación del viejo republicanismo por obra de una generación más joven, la encabezada por el periodista Alejandro Lerroux, en Barcelona, y por el también periodista y escritor Vicente Blasco Ibáñez en Valencia. Su triunfo en las elecciones (del lerrouxismo y del blasquismo) demostraba que en aquel sistema «oligárquico y caciquil» era posible, al menos en las capitales, movilizar el voto para conseguir escaños en el Parlamento.

### El intervencionismo del nuevo rey

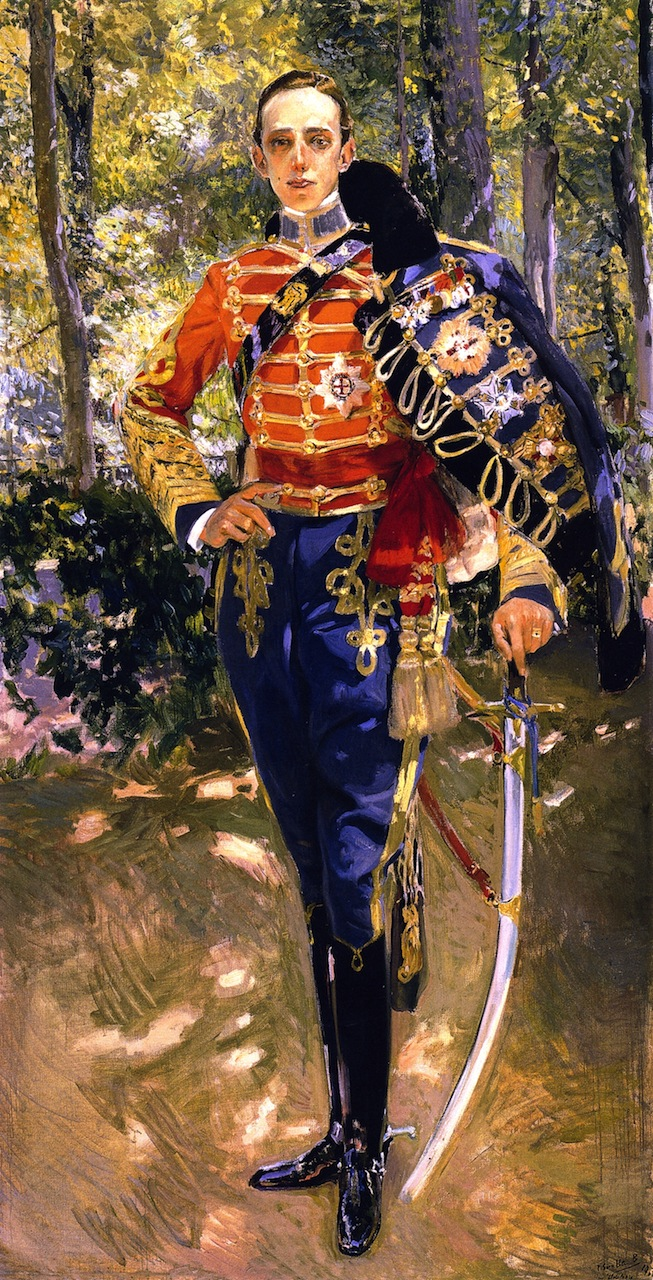
Retrato de Alfonso XIII con el uniforme de húsar, por Joaquín Sorolla (1907).

El joven rey accedió al trono cuando todavía estaban vivas las consecuencias del desastre del 98 y tanto los partidos del turno como la oposición republicana abogaban por la regeneración de España. En ese contexto algunos políticos, como el diputado liberal José Canalejas, habían pedido un papel más activo de la Corona para que, «sentando a su diestra a la Nación» inquiera por sí misma «lo que el pueblo pide y necesita», distanciándose así de la estricta función de «poder moderador» que le atribuía la Constitución de 1876. Solo una semana después de haber jurado la Constitución la principal organización regeneracionista, la Unión Nacional de Joaquín Costa, le expuso a Alfonso XIII las reformas que a su juicio se debían adoptar.
Alfonso XIII no fue ajeno a este «ambiente regenerador», en palabras del historiador Suárez Cortina, como lo demuestra la siguiente anotación en su diario de 1902:

Yo puedo ser un Rey que se llene de gloria regenerando la Patria; cuyo nombre pase a la Historia como recuerdo imperecedero de su reinado; pero también puedo ser un Rey que no gobierne, que sea gobernado por sus ministros, y, por fin, puesto en la frontera. Yo tendré siempre, a manera de ángel custodio, a mi Madre… Yo espero reinar en España como Rey justo. Espero, al mismo tiempo, regenerar la Patria, y hacerla, si no poderosa, al menos buscada, o sea, que la busquen como aliada. Si Dios quiere, para bien de España.

Según el conde de Romanones, ministro del recién creado Ministerio de Instrucción Pública y Bellas Artes del gobierno liberal de Práxedes Mateo Sagasta, el joven rey ya en el primer consejo de ministros reunido tras su juramento dio muestras de estar ansioso por ejercer sus poderes, especialmente en los temas militares, tal como le reconocía la Constitución, y comportándose «como si en su vida no hubiera hecho otra cosa que presidir ministros».
El interés de Alfonso sobre los temas militares se refleja en las anotaciones que hizo en sus primeros viajes oficiales describiendo sus experiencias: de unos cuarteles apuntó «bien de policía pero mal de instrucción»; de otros que había ordenado «tocar atención y generala tardando bastante en formar y además mal». El líder conservador Antonio Maura que presidió el gobierno entre noviembre de 1903 y diciembre de 1904 escribió: «Aplica S. M. a los asuntos militares atención singular».
Aunque se produjeron discrepancias entre el rey y los gobiernos en otros temas —cuando Alfonso XIII puso dificultades a que se le concediera la Orden de Alfonso XII al escritor Benito Pérez Galdós, conocido republicano, o cuando aceptó sin consultar al gobierno la invitación que le hizo el rey de Inglaterra para visitar ese país que al final tuvo que rechazar— fueron las cuestiones militares las que provocaron las fricciones más importantes. En marzo de 1903 el ministro de Hacienda del gobierno conservador de Silvela, Fernández Villaverde, presentó su dimisión debido a la oposición del rey a que se redujeran los efectivos militares, aunque también se dijo entonces que Villaverde había utilizado la intervención del rey como un pretexto para abandonar el gobierno. También se inmiscuía en asuntos militares poco importantes como cuando modificó un decreto sobre la reorganización militar de Baleares.
A partir de la crisis que puso fin al gobierno Silvela a mediados de 1903 comenzaron las críticas a las intervenciones de la Corona en la vida política. El Heraldo de Madrid publicó: «Diríase que hay el propósito de demostrar que en España no existe más poder que el de la voluntad regia, que hoy se inclina a la izquierda y mañana a la derecha, no según los resultados de los debates parlamentarios… sino según los consejos que se dan y los vientos que corren en esferas que no son las estrictamente constitucionales y parlamentarias». Las críticas se extendieron a otras actuaciones. El republicano Nicolás Salmerón se quejó en las Cortes de que el rey hubiera enviado una felicitación al general Zapino por su intervención en la huelga de Bilbao, sin refrendo del gobierno. Cuando Maura llegó al gobierno en diciembre de 1903 los republicanos hablaron de que se había producido una nueva crisis «oriental», por su carácter despótico, añadiendo que había tenido toques «femeninos», en alusión a la pretendida intervención de la reina madre, la antigua regente María Cristina de Habsburgo-Lorena.

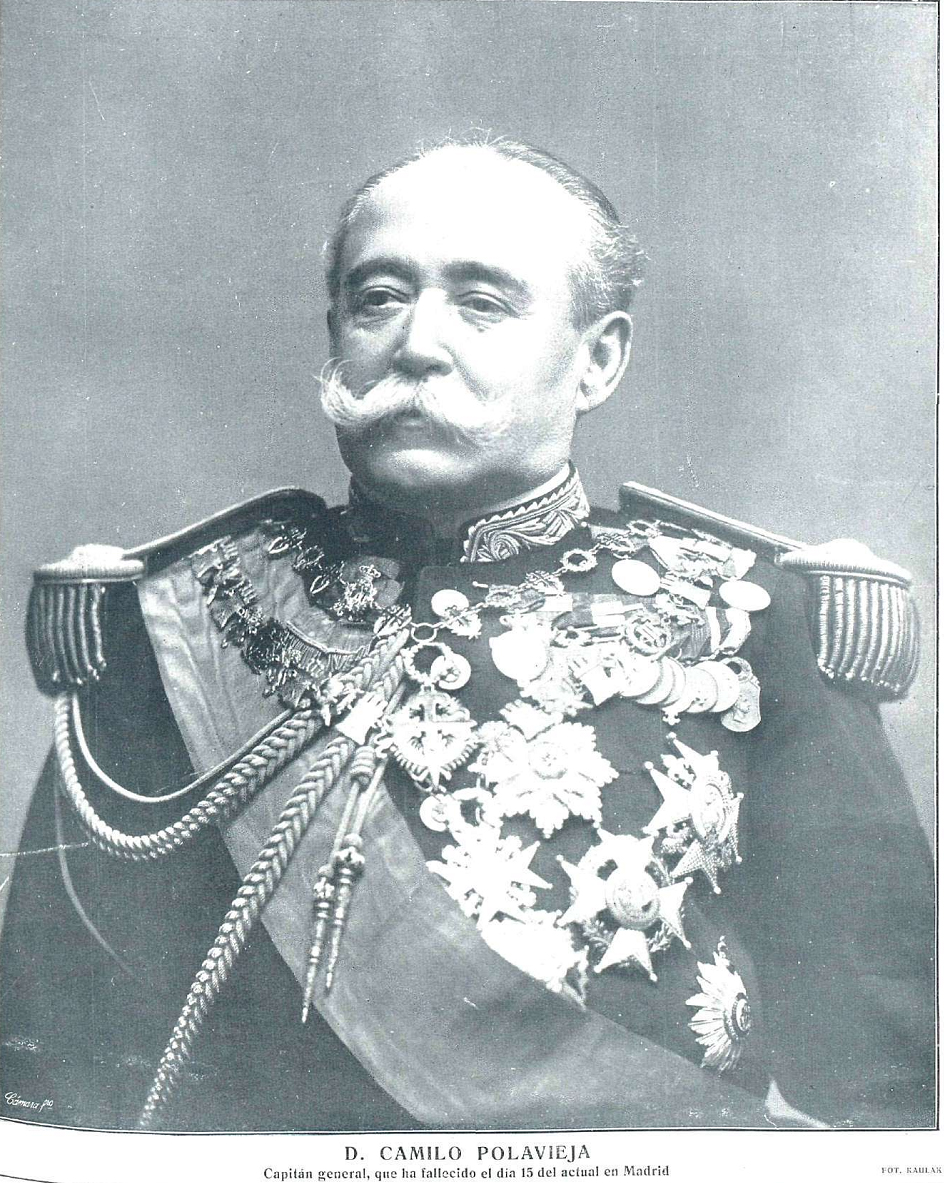
General Camilo Polavieja, cuyo nombramiento como jefe de Estado Mayor impuso el rey al gobierno de Antonio Maura.

Se suele considerar el primer caso importante de intervencionismo de Alfonso XIII el que tuvo lugar en diciembre de 1904, cuando se negó a refrendar la propuesta de nombramiento del jefe de Estado Mayor del Ejército, viéndose obligado el presidente del gobierno, el conservador Antonio Maura, a dimitir a continuación. El gobierno quería nombrar al general Loño pero Alfonso XIII prefería al general Polavieja y como el rey no cedió en su pretensión Maura le remitió la siguiente nota: «La dificultad que ha surgido con ocasión del nombramiento de jefe del Estado Mayor Central del ejército, apreciada unánimemente por el Consejo de Ministros, me impone la dolorosa obligación de poner en manos de V. M. la dimisión del Gobierno». En las consultas que abrió el rey para la formación de un nuevo gobierno Maura, quien se consideró «presidente relevado» y no «dimisionario», manifestó su «decisión absoluta de no formar nuevo ministerio» pues reiteró su oposición a que el rey pudiera nombrar altos cargos militares sin el acuerdo del Gobierno. Le sucedió al frente del gabinete el general Azcárraga pero este duró unas pocas semanas, y a continuación fue nombrado en enero de 1905 Fernández Villaverde. Menos de medio año después el rey entregó el poder a los liberales, que había sido la solución que le aconsejó Maura.
Según Santos Juliá, este episodio puso en evidencia dos de las grandes hipotecas que habría de afrontar cualquier intento de transición hacia una verdadera monarquía parlamentaria: la hipoteca militar —«los militares descubrieron su capacidad de presión sobre el Rey para resolver sus enfrentamientos con el gobierno»— y la hipoteca de la actitud poco constitucional de la Corona —el rey podía despedir a un presidente de gobierno sin sentirse atado por la voluntad de los partidos del turno—. «La Corona se alejaba de su papel meramente arbitral en la pactada alternancia entre dos partidos y comenzaba a asumir un papel decisorio en las luchas por la jefatura entre las facciones de un mismo partido».
La interpretación de Javier Tusell y Genoveva García García Queipo de Llano es diferente. «Su deseo de contribuir a lo que consideraba el bien del país le llevaba a reclamar los poderes que le otorgaba el texto fundamental, aunque eso chocara con una interpretación de la Constitución de 1876 que, en su práctica habitual, disminuía esos poderes. […] No hay que olvidar, además, que las razones de Alfonso XIII en relación con el nombramiento eran poderosas: no se le había propuesto un candidato cualquiera para el puesto, sino al marqués de Polavieja, que había jugado un papel decisivo en el primer gobierno de Silvela y tenía tras de sí una larga trayectoria avalada por su madre».

### La "cuestión religiosa": clericalismo vs. anticlericalismo

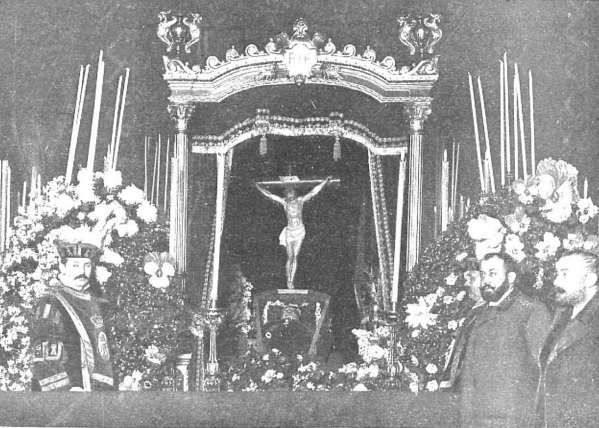
Capilla ardiente de Práxedes Mateo Sagasta en el Congreso de los Diputados (enero de 1903).

Como ha señalado el historiador Manuel Suárez Cortina, «desde 1900 la confrontación entre secularización y confesionalidad adquirió un protagonismo desconocido hasta entonces. En el parlamento, en la prensa y en la calle se enfrentaron de un modo abierto dos culturas (la católica y la secularizadora) que trataban de modelar la sociedad, la cultura y la dinámica legislativa desde sus presupuestos e intereses». Según este historiador el protagonismo de la cuestión religiosa en la vida política respondía al proceso secularizador que estaba experimentando la sociedad española de la época y al activismo de la Iglesia católica para frenarlo. Así se produjo la confrontación entre clericalismo y anticlericalismo que también alcanzó a los partidos del turno. Los liberales, tachados de anticlericales, se propusieron frenar el crecimiento de las órdenes religiosas sometiéndolas a la Ley de Asociaciones de 1887, mientras que los conservadores clericales apoyaban a la Iglesia católica radicalmente opuesta a esta pretensión.

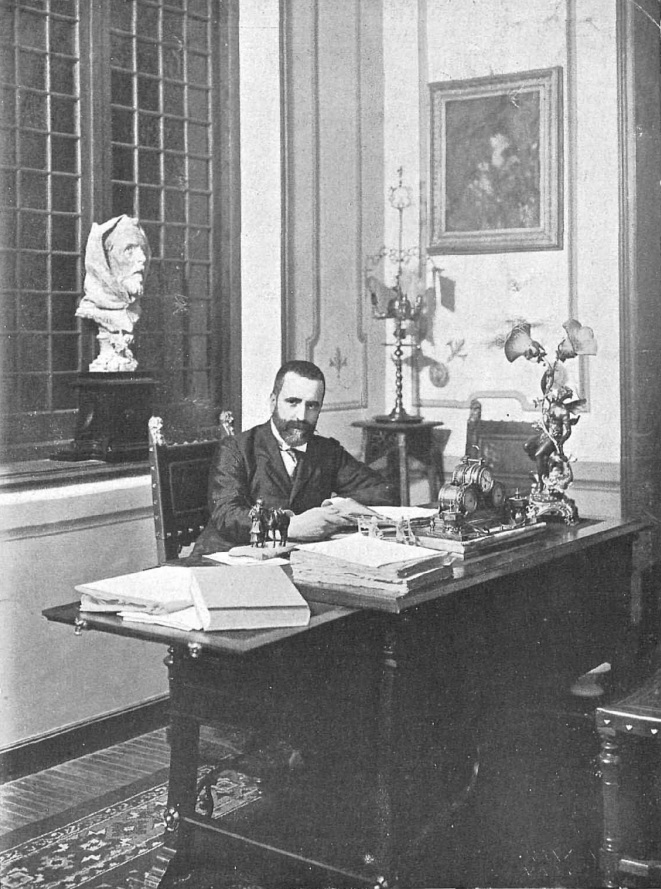
José Canalejas, liberal anticlerical, en 1901 en su gabinete de estudio.

Entre los conservadores y entre los liberales también existían diferencias internas sobre cómo abordar la cuestión religiosa. El gobierno liberal de Sagasta estaba dividido en cómo poner freno a las crecientes actividades de las órdenes religiosas, especialmente en el terreno educativo. Un grupo de ministros, encabezados por Segismundo Moret abogaba por negociar con el papa una ley de asociaciones que regulara sus actividades, mientras que otro sector, encabezado por José Canalejas, quien ya había proclamado la necesidad de «dar la batalla al clericalismo», se oponía a la negociación con la Santa Sede en nombre de la independencia del Estado. Se impuso la primera postura por lo que Canalejas abandonó el gobierno y dio a partir de entonces, «en un gesto excepcional entre los notables dinásticos», según Javier Moreno Luzón, una serie de mítines por Valencia a favor de una monarquía democrática que frenara a la reacción, que Canalejas como los republicanos, muchos de los cuales asistieron a sus mítines, identificaba con la Iglesia católica, que en aquellos momentos era radicalmente antiliberal, a pesar de que la Constitución de 1876 le garantizaba una posición de privilegio y el reconocimiento del catolicismo como la religión oficial. «España está dividida en dos campos: reacción y libertad», dijo Canalejas en Alicante.
Entre los conservadores el más "clerical" era Antonio Maura. Durante su primer gobierno (diciembre de 1903-diciembre de 1904) tuvo que enfrentarse a un serio conflicto en la ciudad de Valencia, un bastión de los republicanos de Vicente Blasco Ibáñez, con motivo de su intento de situar al frente del arzobispado de Valencia a Bernardino Nozaleda, un clérigo al que la izquierda consideraba la imagen viva del clericalismo y al que además acusaba de antipatriota y ultramontano al haber permanecido al frente del arzobispado de Manila dos años después de la pérdida de las Filipinas. Como ha señalado Javier Moreno Luzón, «los blasquistas eran ya famosos por reventar procesiones religiosas» y habían convertido la ciudad de Valencia en «una Atenas mediterránea en la que se dedicaban calles a Víctor Hugo o a Francisco Pi y Margall, se acordaba gravar con un impuesto el toque de campanas y se promovían las fiestas de Carnaval en detrimento de las del Corpus». Para hacerles frente nació en 1901 la Liga Católica valenciana que declaró que estaba empeñada en «una gran lucha entre la negación y la afirmación, entre la verdad y el error, entre la revolución y el orden, entre la anarquía y los principios tradicionales y los eternos fundamentos de la sociedad».
Por otro lado Maura consiguió que se aprobara el convenio firmado por el papa Pío V y Alfonso XIII por el que se reconocía plena personalidad jurídica a las órdenes y congregaciones religiosas.

### Los hechos del "¡Cu-cut!" y la Ley de Jurisdicciones de 1906

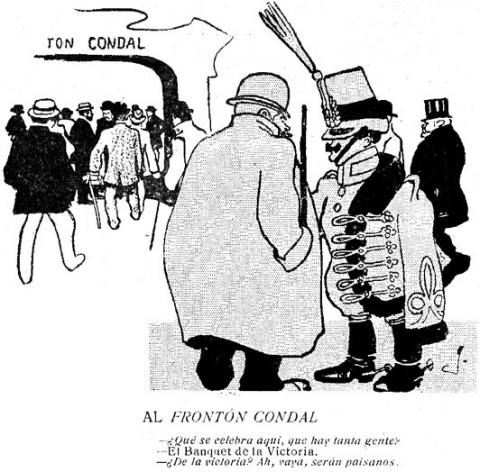
Viñeta aparecida en la revista satírica ¡Cu-Cut! que provocó la ira de los militares.El pie dice:
AL FRONTON CONDAL
-¿Qué se celebra aquí que hay tanta gente?
-El Banquet de la Victòria.
-¿De la Victoria? Ah, vaya, serán paisanos.

El 25 de noviembre de 1905 un grupo de oficiales asaltó en Barcelona la redacción del semanario satírico catalanista "¡Cu-Cut!" por la publicación de una viñeta en la que se ironizaba sobre las derrotas del ejército español. También fue asaltada la redacción de otra publicación catalanista, el diario La Veu de Catalunya. La conmoción que causaron estos hechos fue enorme. El gobierno liberal de Eugenio Montero Ríos intentó imponer su autoridad sobre los militares y acordó no ceder a la presión de los capitanes generales que mostraron su apoyo a los oficiales insurrectos, aunque declaró el estado de guerra en Barcelona el 29 de noviembre —al parecer presionado por el rey—. El monarca finalmente no respaldó al gobierno y apoyó la actitud del Ejército, lo que obligó a Montero Ríos a presentar la dimisión.
El nuevo gobierno presidido por el otro líder liberal Segismundo Moret, que recibió el encargo del rey de impedir que se reprodujeran los ataques «al Ejército y a los símbolos de la Patria», se dispuso a satisfacer a los militares —nombró ministro de la guerra al general Agustín Luque, uno de los capitanes generales que más había aplaudido el asalto al ¡Cu-Cut!— y rápidamente hizo aprobar por las Cortes la Ley para la Represión de los Delitos contra la Patria y el Ejército —conocida como "Ley de jurisdicciones"—, por la que a partir de ese momento las competencias para juzgarlos pasaron a la jurisdicción militar.

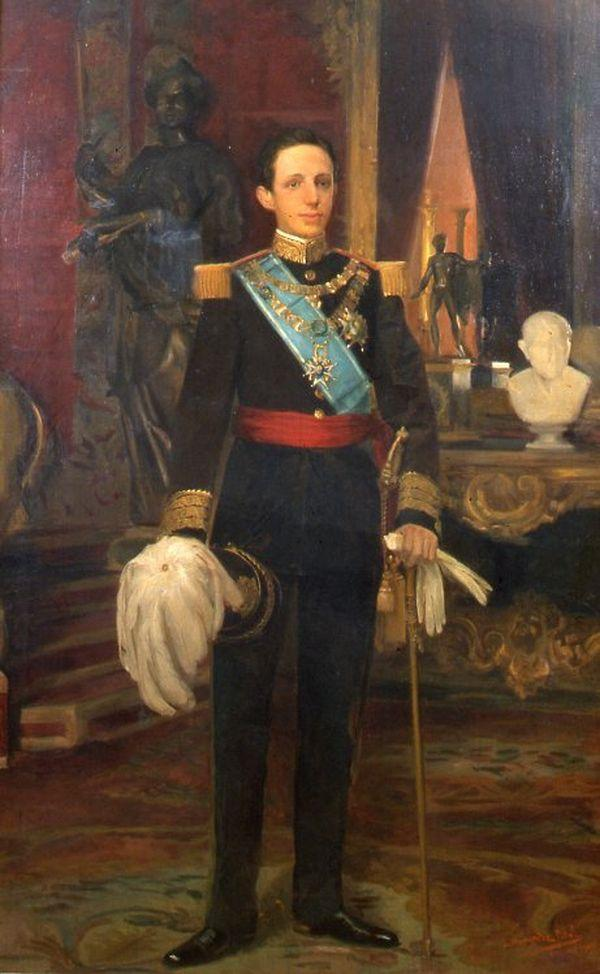
Retrato de Alfonso XIII (1905).

Según el historiador Santos Juliá, «el gobierno cedió ante el ejército gracias al peso que la Corona echaba en el platillo militar, con un resultado de largo alcance: las Cortes aprobaron la Ley, con la que creaban una esfera de poder militar autónomo y sentaban el precedente de ceder ante la insubordinación militar. La militarización del orden público había dado con esa Ley un paso de gigante». Según el historiador Borja de Riquer, «al tolerar la insubordinación de los militares de Barcelona, el monarca había dejado el sistema político expuesto a nuevas presiones y chantajes, con lo que se debilitaba notablemente la supremacía del poder civil frente al militarismo».
La interpretación que hacen de los hechos los historiadores Javier Tusell y Genoveva García Queipo de Llano es diferente. Según ellos «la intervención del Rey se produjo una vez probada la inicial incapacidad del gobierno [de Montero Ríos] para imponerse; hizo entonces que el general Bascarán, el segundo jefe del Cuarto Militar, acudiera a los cuarteles de Madrid, calmara las actitudes apasionadas y prometiera en nombre del monarca una modificación de la legislación en aquel sentido. […] El papel del rey puede ser descrito de forma mucho más oportuna como el de un intermediario entre el poder civil y el militar en un marco institucional no democrático en que, si el primero tomaba las decisiones principales, el segundo, cuando era capaz de actuar con unanimidad, lograba autonomía e incluso deferencia».
La aprobación de la Ley de Jurisdicciones abrió una crisis en el seno del Partido Liberal que se zanjó con la dimisión de Moret en julio de 1906. Le siguieron otros tres gobiernos liberales, pero las disensiones entre las facciones del partido continuaron por lo que el rey llamó en enero de 1907 al líder del Partido Conservador, Antonio Maura para que formara gobierno.
En respuesta a la impunidad en que habían quedado los responsables de los hechos del ¡Cu-Cut! y a la Ley de Jurisdicciones se formó en Cataluña en mayo de 1906 una gran coalición, presidida por el anciano republicano Nicolás Salmerón, en la que se integraron los republicanos —excepto el partido de Alejandro Lerroux—, los catalanistas —la Lliga Regionalista, la Unió Catalanista y el Centre Nacionalista Republicà, un grupo escindido de la Lliga unos meses antes—, y hasta los carlistas catalanes.
Sus éxitos de convocatoria fueron espectaculares con manifestaciones masivas como la celebrada en Barcelona el 20 de mayo de 1906 que congregó a 200.000 personas. En las elecciones generales de 1907 Solidaritat Catalana obtuvo un triunfo arrollador ya que consiguió 41 diputados de los 44 que le correspondían a Cataluña.
Tras su victoria en las elecciones, como ha destacado Borja de Riquer, «ya nada sería igual en la vida política catalana, y los gobiernos de Madrid, y la propia corona, deberían asumir el hecho de que la cuestión catalana se había convertido en uno de los problemas más preocupantes de la vida política española».

## El «gobierno largo» de Antonio Maura (1907-1909)

### La caída de Moret y el ascenso de Maura

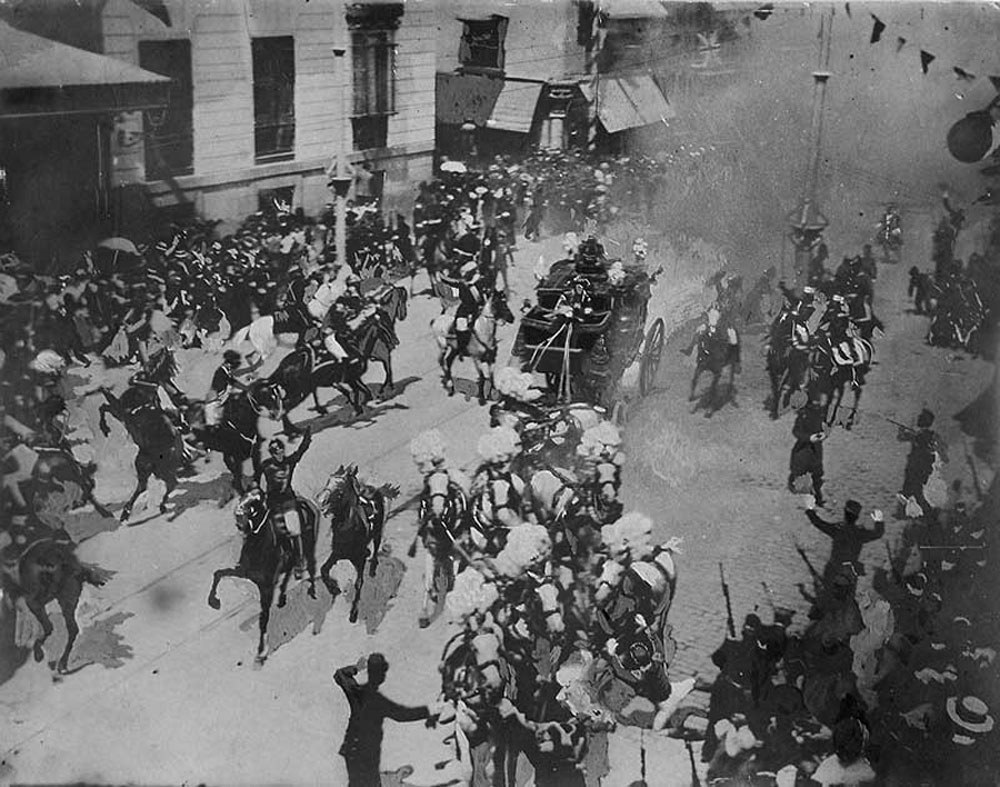
Fotografía histórica de segundos después del atentado contra el rey Alfonso XIII y Victoria Eugenia de Battenberg el día de su boda, 31 de mayo de 1906.

La aprobación de la Ley de Jurisdicciones abrió una crisis en el seno del Partido Liberal que se zanjó con la dimisión de Segismundo Moret al frente del gobierno en julio de 1906. Le siguieron otros tres presidentes del gobiernos liberales, pero las disensiones entre las facciones del partido continuaron por lo que el rey llamó en enero de 1907 al líder del Partido Conservador, Antonio Maura, para que formara gobierno. El historiador Manuel Suárez Cortina relaciona la caída de Moret con el atentado que sufrió el rey y su esposa,  Victoria Eugenia de Battenberg, nieta de la reina Victoria de Inglaterra, el día de su boda, el 31 de mayo de 1906, obra del anarquista Mateo Morral, y del que salieron ilesos. Javier Tusell y Genoveva García García Queipo de Llano la atribuyen en cambio a su pretensión de obtener del rey una segunda disolución de las Cortes para los liberales con el fin de dotarse de una cómoda mayoría para el programa «verdaderamente funesto», según el nuncio, que pretendía aplicar y que incluía entre otras medidas el reconocimiento del matrimonio civil y la secularización de los cementerios.
Siguiendo los usos propios del régimen político de la Restauración, Antonio Maura obtuvo del rey Alfonso XIII el decreto de disolución de las Cortes y de convocatoria de nuevas elecciones para dotarse de una mayoría amplia en el parlamento. En esta ocasión su ministro de la Gobernación Juan de la Cierva y Peñafiel se empleó a fondo para satisfacer las aspiraciones de las diversas facciones conservadoras, a costa del partido liberal que en el encasillado obtuvo un número de diputados inferior al que solía corresponder al partido del turno que pasaba a la oposición, lo que levantó las protestas de los liberales.
La otra gran novedad de las elecciones fue el triunfo arrollador de la coalición Solidaritat Catalana, que obtuvo 41 diputados de los 44 que le correspondían a Cataluña.

### El proyecto de «revolución desde arriba»

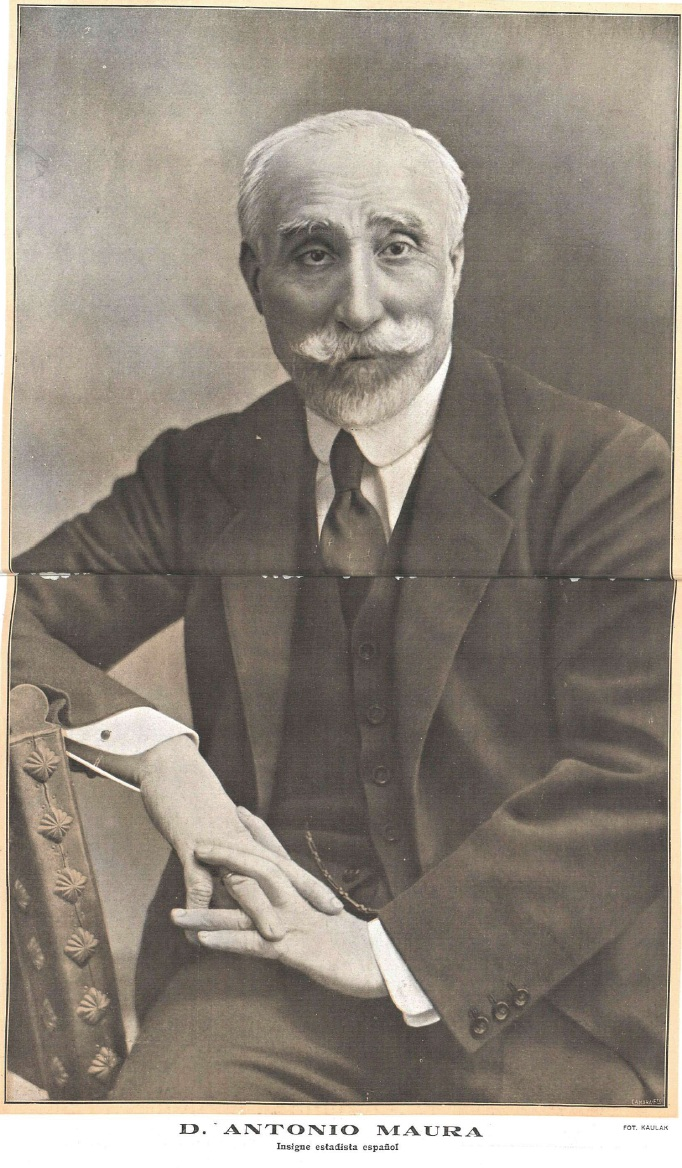
Antonio Maura.

Entre 1907 y 1909, Maura puso en marcha un intento de «revolución desde arriba» del régimen de la Restauración —es decir la reforma del régimen político desde las instituciones y por iniciativa del propio gobierno— cuyo propósito esencial era conseguir el apoyo popular a la Monarquía de Alfonso XIII poniendo fin al sistema caciquil. Según Javier Moreno Luzón, Maura tenía «el convencimiento de que, en un país rural y esencialmente católico como España, esta apertura, controlada si hacía falta con el refuerzo de los mecanismos represivos, redundaría en beneficio de la corona, de la Iglesia y del orden social establecido, es decir, de los intereses conservadores». Sin embargo Maura había comenzado su gobierno de forma poco congruente pues en las elecciones que convocó se valió del entramado caciquil para alcanzar una mayoría muy amplia en las Cortes. La primera tarea que les encomendó fue aprobar la nueva ley electoral.
Una de las novedades más importantes que introdujo la ley electoral aprobada en agosto de 1907 estribaba en que la elaboración del censo electoral pasaba de los ayuntamientos al Instituto Geográfico y Estadístico y en que estos también dejaban de controlar el proceso electoral que correspondía a la Junta Central de Censo. También se tipificó el delito electoral y en los casos de fraude intervenía el Tribunal Supremo. Por otro lado, se introdujo el voto obligatorio para incentivar la participación en las elecciones y en el artículo 29 se estableció que no se celebrarían en aquellos distritos electorales en los que se presentara un único candidato, que quedaría proclamado automáticamente. Con todas estas medidas se pretendía acabar con el fraude electoral.
Pero el declarado propósito de Maura de que la nueva ley electoral permitiera elecciones «sinceras» no se cumplió desde el momento en que no renunció a los distritos uninominales, la base del encasillado de los diputados que aseguraba el triunfo al partido que estuviera en el gobierno. Además el fraude se vio agravado por la aplicación del artículo 29 ya que, como ha destacado Manuel Suárez Cortina, «en algunas elecciones llegó a haber un tercio del Parlamento proclamado por este procedimiento. Así ocurrió en las elecciones de 1910 y en las siguientes; mientras se mantuvo en vigor el sistema parlamentario, más de un centenar de diputados lo fueron por el artículo 29». Así pues, según este historiador, el resultado de la reforma electoral fue que se «dificultó la competencia electoral y la apertura hacia nuevas  fuerzas sociales y políticas».

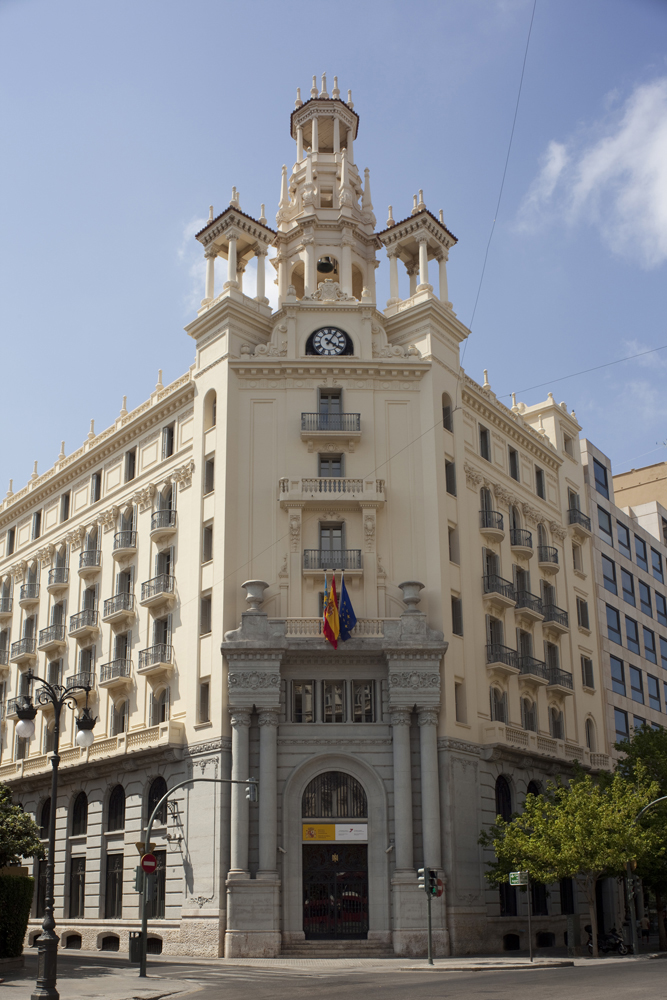
Edificio del Instituto Nacional de Previsión en Valencia, conocido popularmente como la Casa del Xavo, del arquitecto Enrique Viedma Vidal.

Sin duda el proyecto estrella de Maura fue la reforma de la administración local para otorgar a los ayuntamientos y diputaciones provinciales, «que malvivían con recursos escasos y prestaban por tanto servicios deficientes», una autonomía real. Según Suárez Cortina, se preveía que los ayuntamientos pudieran «poseer, adquirir o enajenar bienes y servicios antes dependientes del Gobierno», al concedérseles competencias «en materias de seguridad, obras públicas, sanidad, beneficencia y enseñanza». Maura proponía un  sistema corporativo de elección de los ayuntamientos, en lo que encontró el respaldo de los diputados de la Lliga Regionalista, encuadrados en la Solidaritat Catalana, que también apoyaron la posibilidad que abría el proyecto de crear mancomunidades de diputaciones para gestionar determinados servicios, ya que de ahí podría surgir un órgano representativo de toda Cataluña. Finalmente el proyecto no fue aprobado por la oposición de los liberales, radicalmente contrarios al voto corporativo, que recurrieron al obstruccionismo parlamentario durante su tramitación.
El acercamiento a la Lliga no fue obstáculo para desarrollar una política nacionalista española —como la imposición de la obligación de izar la bandera de la monarquía en las fiestas oficiales— que extendió al terreno económico con la protección y el fomento de la industria nacional. La iniciativa más importante fue la aprobación del programa de reconstrucción de la escuadra de guerra, que fue encomendado a astilleros españoles. Maura se ocupó también de la cuestión social poniendo en marcha una serie de iniciativas legislativas relativas al descanso dominical, al trabajo de mujeres y de niños, a la emigración, a las huelgas, a la conciliación y al arbitraje en las relaciones laborales en la industria, etc. y que culminaron con la creación del Instituto Nacional de Previsión.

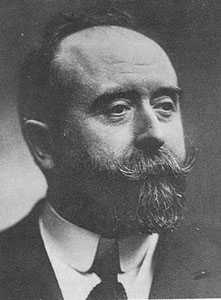
El ministro de la Gobernación Juan de la Cierva.

La política de orden público la desarrolló el autoritario ministro de la Gobernación, Juan de la Cierva y Peñafiel. Su proyecto estrella fue la ley de represión del terrorismo que permitía al gobierno cerrar periódicos y centros anarquistas y desterrar a sus responsables sin mandamiento judicial. La ley fue atacada por los republicanos y los socialistas al considerarla una amenaza a las libertades. A la oposición a la ley también se sumaron los liberales, dando nacimiento al «Bloque de Izquierdas» que fue impulsado por el trust de los tres principales diarios liberales de Madrid (El Liberal, El Imparcial, El Heraldo de Madrid) y que se concretó en la celebración de un gran mitin «contra Maura y su obra» en el teatro de la Princesa de Madrid el 28 de mayo de 1908, tres semanas después de que la ley fuera aprobada en primera instancia por el Senado. En septiembre, con ocasión de la conmemoración del aniversario de la Revolución de 1868, se selló la alianza antimaurista de liberales y republicanos.

### La Semana Trágica, el «caso Ferrer» y la caída de Maura
Aprovechando una crisis interna en el reino alauí de Marruecos Francia y España habían firmado en octubre de 1904 un acuerdo —con el visto bueno de Gran Bretaña— por el que establecían sus respectivas «zonas de influencia» para «garantizar» la autoridad del sultán. Las protestas de Alemania obligaron a celebrar una conferencia internacional sobre Marruecos que tuvo lugar en Algeciras a principios de 1906 y como consecuencia de la cual se firmó un Tratado por el que Marruecos mantenía su independencia, pero concedía el control de los puertos abiertos al comercio europeo a Francia y a España, como garantes del orden en el sultanato alauí. En ese mismo año España llegaba a un acuerdo para la explotación de las minas de hierro del Rif, para lo cual se constituyó la Compañía Española de Minas del Rif, y se inició en 1908 la construcción de un ferrocarril minero desde Melilla.

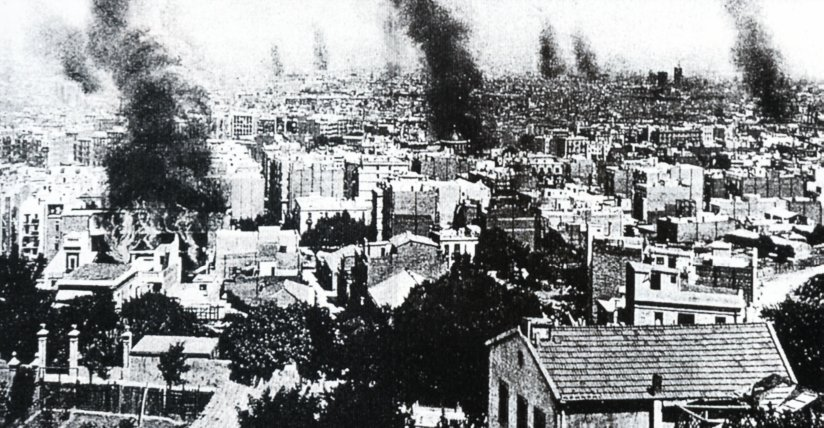
Barcelona se convirtió en La ciutat cremada ("la ciudad quemada") durante la Semana Trágica.

El 9 de julio de 1909 los trabajadores que construían el ferrocarril fueron atacados por cabilas rifeñas rebeldes —cuatro obreros españoles murieron—, y, como las tropas enviadas desde Melilla encontraron más resistencia de la esperada, el gobierno decidió enviar refuerzos desde la península, 44.000 hombres, muchos de ellos reservistas, casados y con hijos. Esto desencadenó una ola de protestas en contra de la guerra de Marruecos que culminó, a raíz del embarque de tropas en Barcelona, con los sucesos de la Semana Trágica, uno de los momentos más críticos de la historia de la Restauración.
El lunes 26 de julio de 1909 estallaba la huelga general en Barcelona que pronto se extendió a otras ciudades catalanas. Ese mismo día se produjeron incidentes violentos cuando los huelguistas atacaron los tranvías y sobre todo cuando la huelga derivó en un motín anticlerical, protagonizado por anarquistas y por jóvenes republicanos del Partido Republicano Radical de Alejandro Lerroux, quien en ese momento se encontraba en América del Sur. En Sabadell fue proclamada la República. La rebelión no se extendió al resto de España debido en gran medida a la habilidad del ministro de la Gobernación Juan de la Cierva que presentó la rebelión como un movimiento «separatista».
La explosión de violencia anticlerical fue la culminación, según Javier Moreno Luzón, «de años de propaganda revolucionaria, en los cuales se había expandido una cultura popular que achacaba los males del país a la influencia de la Iglesia, tenida por hipócrita y siniestra».
En una semana de disturbios hubo 104 civiles y 8 guardias y militares muertos —los heridos fueron varios centenares— y se quemaron 63 edificios religiosos —de ellos 21 iglesias y 30 conventos—. La represión posterior fue de gran dureza: 1700 personas fueron encarceladas y hubo condenas a muerte de las que se ejecutaron 5 —59 fueron condenadas a cadena perpetua y 175 sufrieron destierro—. La figura más conocida entre los detenidos fue el pedagogo y activista anarquista Francisco Ferrer Guardia cuya ejecución en octubre levantó oleadas de indignación en toda Europa. En el consejo de guerra no se logró demostrar la responsabilidad de Ferrer en los sucesos, pero a pesar de ello fue condenado a muerte.

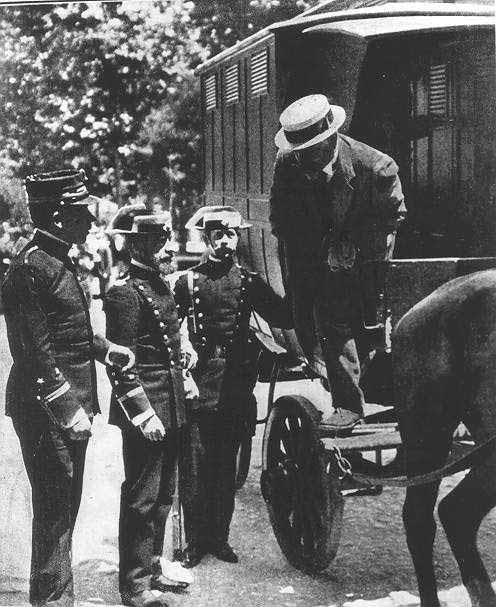
Ferrer Guardia detenido es conducido por la Guardia Civil a Montjuic

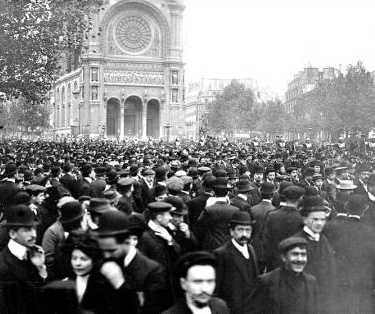
Protesta en París por la ejecución de Francisco Ferrer Guardia (17 de octubre de 1909).

En principio los sucesos de lo que sería conocida como la «Semana Trágica» y la dura represión posterior no tuvieron consecuencias políticas. Pero todo cambió a raíz de la campaña internacional de protesta por la condena a muerte en un consejo de guerra del pedagogo y activista anarquista Francisco Ferrer Guardia, acusado de ser el máximo responsable de los sucesos de la Semana Trágica, y que finalmente sería ejecutado el 13 de octubre, a pesar de las peticiones de conmutación de la pena, una posibilidad que Maura ni siquiera se planteó. Según Javier Tusell y Genoveva García Queipo de Llano, «durante meses la prensa mundial tuvo un motivo permanente de atención en las cosas de España, casi siempre para transmitir de ella una imagen de un país atrasado y bárbaro dominado por la Inquisición religiosa y por una Monarquía retrógrada».
La protesta internacional, que apenas había tenido seguimiento en España, fue aprovechada por el Partido Liberal para promover una campaña junto con los republicanos en contra del gobierno al grito de Maura, no. EL 20 de septiembre se incorporaba a este «Bloque de Izquierdas» antimaurista el PSOE, abandonando así por primera vez en su historia el aislacionismo y el rechazo de los partidos burgueses —de esta alianza resultaría la elección de Pablo Iglesias, secretario general del PSOE, como diputado por Madrid en las elecciones de febrero de 1910: la primera vez que un socialista accedía en España al parlamento—.

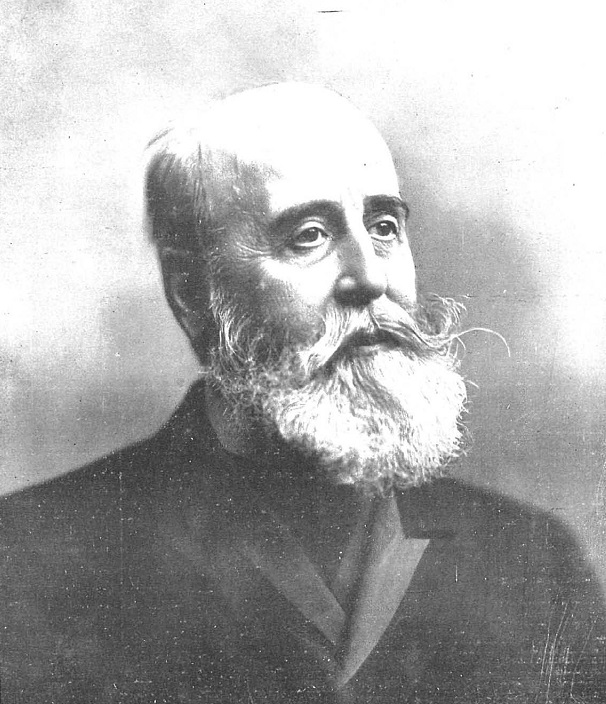
El liberal Segismundo Moret en 1909.

El 18 de octubre de 1909, solo cinco días después de la ejecución de Ferrer, tuvo lugar un debate en el Congreso de Diputados en el que se produjo un duro enfrentamiento entre Maura y Moret. Este pidió la dimisión del gobierno y apeló al rey al afirmar que «alguien» debía hacer entender a los conservadores que debían irse. El día 20 fue el ministro de la Gobernación Juan de la Cierva el que atacó a Moret de forma muy violenta, llegando a decirle que su política cuando estuvo al frente del gobierno había conducido al atentado contra el rey, afirmación que se negó a retirar. El escándalo en las Cortes se hizo todavía mayor cuando Maura respaldó a Cierva dándole la mano. Al día siguiente el diario liberal El Imparcial declaró que la situación era «gravísima» porque los liberales habían sido acusados de «contactos siniestros con los anarquistas». El Diario Universal, propiedad del liberal conde de Romanones, afirmó que el gobierno no podía durar «ni un día más». El 22 de octubre Maura acudió a Palacio para plantear la continuidad de su gobierno al rey, pero cuando le presentó la dimisión de forma protocolaria el rey la aceptó. Gabriel Maura Gamazo contó muchos años después la conmoción que provocó en su padre su destitución como presidente del gobierno. El rey nombró en su lugar a Moret.
La sustitución de Maura por Moret constituyó un hecho insólito en la historia de la Restauración. El partido del turno que estaba en la oposición, en este caso el liberal, había hecho caer al partido que se encontraba en el poder, el conservador, recurriendo a una campaña en la calle y buscando el apoyo de los partidos «antidinásticos» —republicanos y socialista—. Por eso Maura respondió a su destitución dando por liquidado el pacto en que se había basado el régimen político de la Restauración. Así pues, la crisis de la Semana Trágica «desembocó en una quiebra de la solidaridad básica que ligaba a los protagonistas del turno bajo la constitución de 1876», afirma Javier Moreno Luzón.

## Los liberales en el poder (1909-1913): las reformas de Canalejas

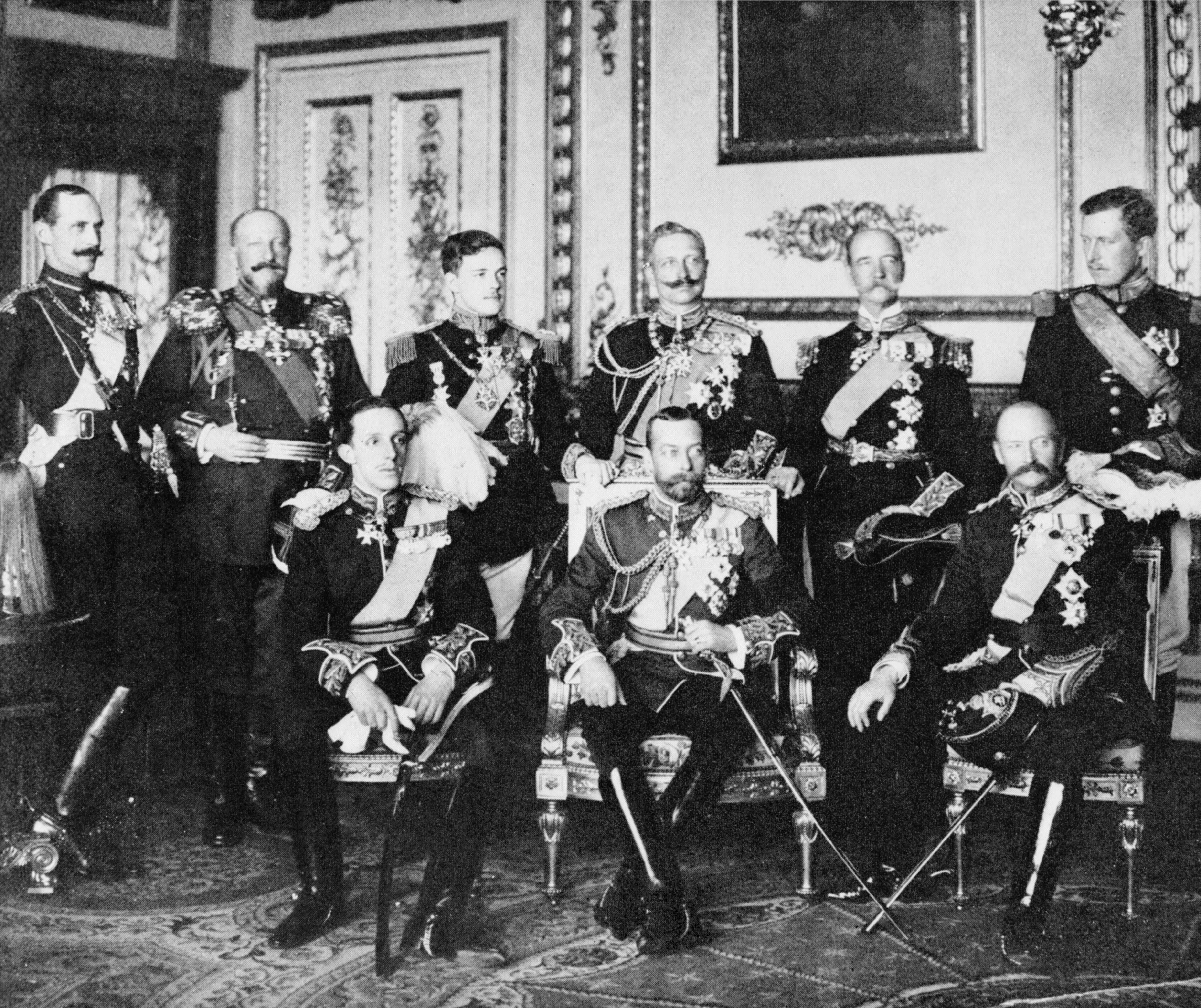
Alfonso XIII asiste en Londres al funeral del rey Eduardo VII (mayo, 1910)

### El proyecto de «regeneración democrática» de Canalejas: la «ley del candado»
El gobierno del liberal Segismundo Moret, que había sucedido al gobierno largo de Antonio Maura, duró pocos meses. Su aproximación a los republicanos abrió una crisis en el partido liberal que fue aprovechada por el rey para intervenir y nombrar en febrero de 1910 a José Canalejas como nuevo presidente del gobierno.

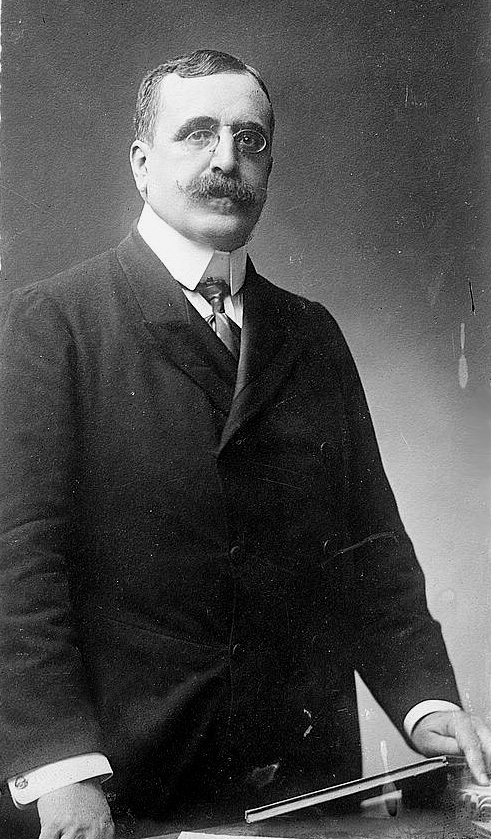
José Canalejas.

El proyecto político de Canalejas, calificado de «regeneración democrática», «se asentaba sobre una nacionalización completa de la monarquía, en línea con las experiencias británica o italiana». Paradójicamente en este proyecto Canalejas concedió un especial protagonismo al rey que no debía asumir un papel simbólico sino implicarse en el proyecto de reformas que proponía, por lo que, como señala Moreno Luzón, «no es de extrañar que [Alfonso XIII] encajase a la perfección con su nuevo primer ministro».
El programa de gobierno de Canalejas era el propio del intervencionismo liberal que «concebía al estado como el principal agente modernizador del país». Así abordó todos los problemas del momento, entre los que la "cuestión religiosa" constituyó una de sus prioridades. El objetivo final de Canalejas, según Javier Tusell, era lograr una separación «amistosa» de la Iglesia y del Estado «a la que [Canalejas] quería llegar a través de negociaciones llevadas lo más discretamente posible». El problema fue que el Vaticano, «que por aquellos años estaba obsesionado con la condena del modernismo», no estaba dispuesto a modificar la posición de privilegio que tenía la Iglesia católica en España.
Para fortalecer la posición del Estado Canalejas se propuso reducir el peso de las órdenes religiosas, mediante una ley que las tratara como asociaciones, excepto a las dos reconocidas en el Concordato de 1851. Mientras las Cortes debatían la nueva ley, se aprobó en diciembre de 1910 una disposición transitoria y temporal conocida como Ley del Candado según la cual no se podrían establecer nuevas órdenes religiosas en España durante los dos años siguientes. Pero la ley quedó prácticamente sin efecto al aprobarse una enmienda según la cual si pasados dos años no se había aprobado la nueva ley de asociaciones se levantaría la restricción. Y eso fue lo que acabó sucediendo pues esa ley nunca vio la luz y el número de religiosos siguió creciendo. A pesar de todo Canalejas, devoto católico, fue considerado el enemigo de la religión católica, en un momento en que se vivía bajo la conmoción producida por la revolución portuguesa de 1910 que había acabado con la Monarquía y proclamado la Primera República Portuguesa.

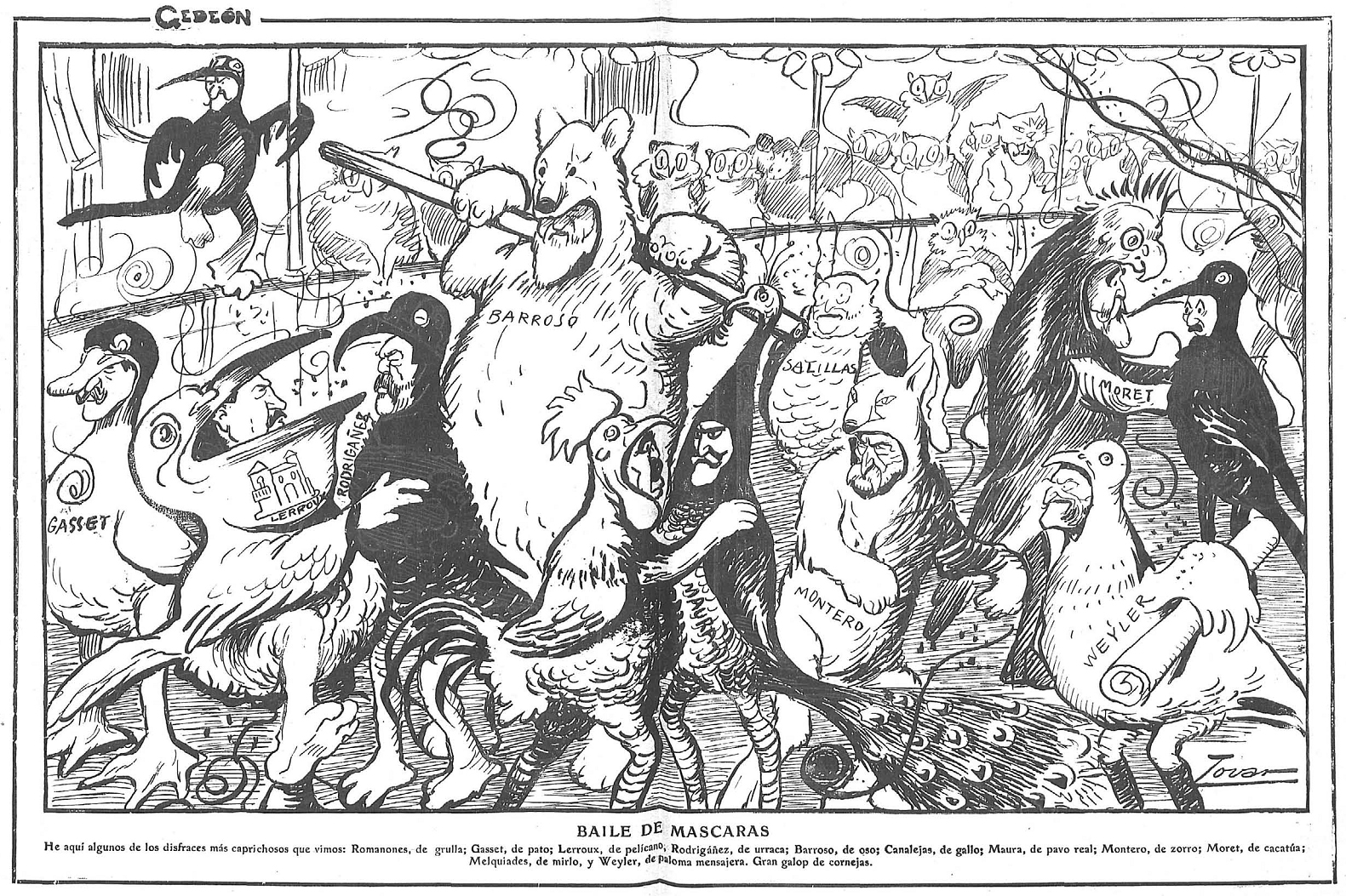
«Baile de máscaras» en Gedeón, febrero de 1912: Romanones, Lerroux, Gasset, Rodrigáñez, Barroso, Canalejas, Maura, Montero Ríos, Moret, Melquíades Álvarez y Weyler.

Según Julio de la Cueva Merino, Alfonso XIII «hizo cuanto pudo para moderar los extremos más afilados de la política anticlerical del gabinete», insistiendo en que se restablecieran las relaciones diplomáticas con la Santa Sede y en que las medidas adoptadas por el gobierno se acordaran con ella. El día 28 de junio el rey se presentó sin previo aviso en la basílica de San Francisco el Grande donde se celebraba el acto de clausura del Congreso Eucarístico Internacional, lo que causó un gran escándalo en los medios liberales. Este fue aún mayor cuando al día siguiente reunió en el Palacio Real a los asistentes al Congreso, celebrándose allí de dos ceremonias religiosas: la entronización de la Eucaristía y la lectura por parte del secretario del Congreso de una consagración de España a la Eucaristía.
Según la mayoría de los autores, el rey con su presencia desautorizó la política religiosa de Canalejas, y de ahí que la prensa liberal criticara el hecho argumentando que había identificado a España con el clericalismo. Sin embargo, los historiadores Javier Tusell y Genoveva García Queipo de Llano afirman que Canalejas tuvo conocimiento de lo que iba a hacer el rey y que no puso impedimentos a que acudiera al acto de clausura y a que invitara a 55 de los prelados que intervinieron en él a un banquete en el Palacio Real, aunque sí le aconsejó que no fuera a la inauguración. De esta forma la presencia del rey cabría interpretarla como una prueba de la voluntad de conciliación del gobierno con Roma.

### La cuestión social y el orden público; los «consumos» y el servicio militar
Mayor éxito tuvo el gobierno en las reformas emprendidas para abordar la cuestión social. Canalejas estaba convencido de que la forma de resolver los conflictos laborales era el arbitraje y la negociación entre patronos y obreros, por lo que favoreció el papel mediador del Instituto de Reformas Sociales creado en 1903, bajo el gobierno del conservador Francisco Silvela. Asimismo promulgó medidas encaminadas a mejorar las condiciones de vida y trabajo de la clase obrera, aunque no logró que se aprobara la ley de contratos colectivos de trabajo que era su proyecto estrella en este terreno, ya que se encontró con una oposición encarnizada a la misma.

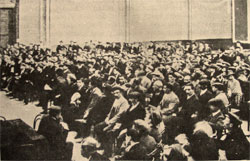
Congreso fundacional de la CNT en 1910

Durante el gobierno de Canalejas se produjo un gran incremento de las huelgas, motivado por el fortalecimiento y la expansión de las organizaciones obreras. El abandono del aislamiento por parte de los socialistas con la formación en noviembre de 1909 de la conjunción republicano-socialista que llevó al Congreso de los Diputados a su secretario general Pablo Iglesias estimuló la rápida expansión del PSOE y sobre todo del sindicato UGT, mientras que la corriente obrera mayoritaria anarcosindicalista se consolidó con el nacimiento en 1910 de la Confederación Nacional del Trabajo. La respuesta del gobierno fue alternar el arbitraje con la represión, como ocurrió con la huelga general revolucionaria de 1911 que motivó la disolución de la CNT y el procesamiento de los dirigentes de UGT. La política de firmeza en el mantenimiento del orden público también se pudo comprobar cuando se produjo la rebelión de la fragata blindada Numancia cuya tripulación amenazó con bombardear Málaga si no se declaraba republicana.

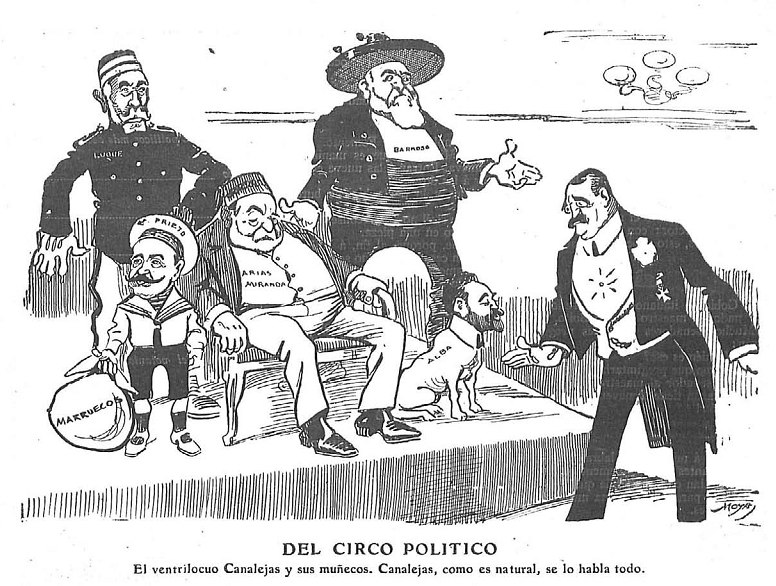
«Del circo político», en Gedeón, abril de 1912. Los liberales Luque y Coca, García Prieto, Arias Miranda, Barroso, Alba, Canalejas.

Canalejas también se ocupó de dos de las más antiguas reivindicaciones de las clases populares que motivaban periódicas protestas y motines: la abolición de los impuestos indirectos conocidos como los consumos que gravaban los productos básicos, aumentando así su precio; y las desigualdades a la hora de hacer del servicio militar. Los «consumos», a los que el propio Canalejas consideraba «una expoliación del proletariado», fueron suprimidos. Pero para conseguir la aprobación de la ley que los sustituía por un impuesto progresivo sobre las rentas urbanas, que tendrían que pagar las clases acomodadas, Canalejas tuvo que emplearse a fondo con los diputados de su propio partido que se oponían al proyecto, amenazándoles con que «quien no vote [esta ley] está frente a mí y está fuera del partido liberal, sometido a mi jefatura por su voluntad». A pesar de todo treinta diputados liberales votaron en contra.
En cuanto a la segunda reivindicación popular, en 1912 se estableció el servicio militar obligatorio, aunque solo en tiempo de guerra, lo que suponía poner fin a la «redención en metálico» que permitía a las familias acomodadas que sus hijos no hicieran el servicio militar pagando una determinada cantidad de dinero. Pero para tiempo de paz se optó por una solución intermedia ya que al parecer no se podía prescindir de las redenciones en metálico para financiar al ejército. Así nacieron los llamados «soldados de cuota», reclutas que solo hacían un servicio militar de cinco meses si pagaban 2.000 pesetas y de diez meses si pagaban 1.500 —esta última cantidad era la que ganaba un jornalero en un año—. Como una especie de compensación, la ley estableció también que los hijos únicos de las familias pobres quedaron exentos del servicio militar.

### La cuestión regional y el problema de Marruecos

A principios del siglo XX, Europa se había repartido toda África, con la excepción de Abisinia (actual Etiopía) y Liberia. Hubo continuas tensiones entre países durante la colonización del continente, visto como muy desfavorable para Italia y Alemania y muy beneficioso para Francia y Reino Unido. Otros países como Portugal, España o Bélgica tenían unas pocas colonias.

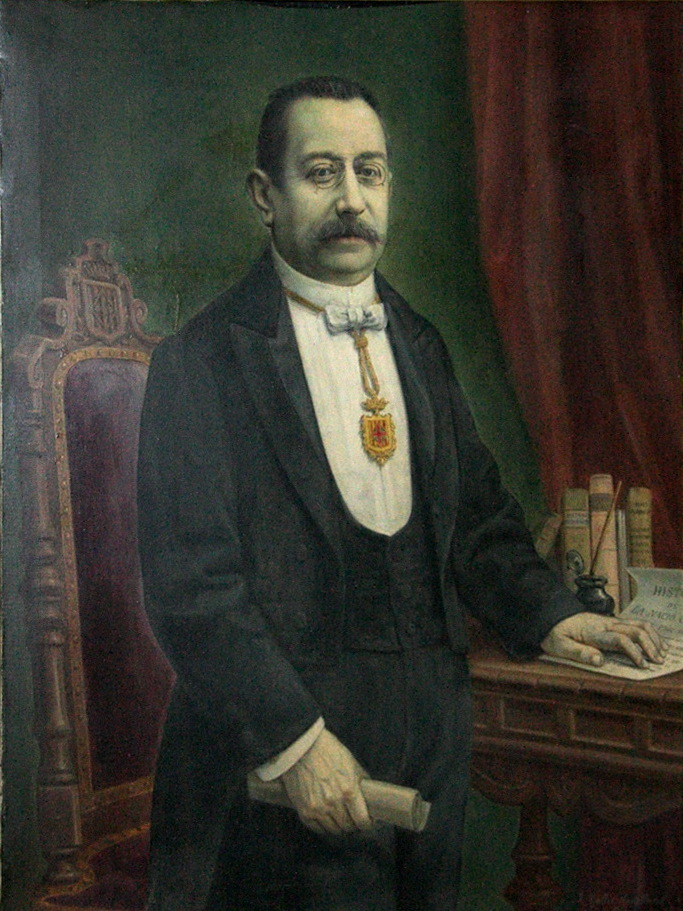
Retrato de Enric Prat de la Riba, cuando era presidente de la Diputación Provincial de Barcelona.

Al principio de su carrera política Canalejas se había mostrado partidario del Estado centralista llegando a decir que de una mayor autonomía local no podía «salir nada bueno», pero cuando llegó a la presidencia del gobierno había cambiado de postura. Así Canalejas se propuso satisfacer las demandas de la catalanista Lliga Regionalista mediante la creación de una nueva instancia regional que integrara a las cuatro diputaciones catalanas bajo el nombre de Mancomunidad de Cataluña y que estaría encabezada por uno de los líderes de la Lliga Enric Prat de la Riba, entonces presidente de la Diputación de Barcelona. Para conseguir el respaldo de la mayoría de los diputados liberales Canalejas tuvo que pronunciar uno de sus mejores discursos parlamentarios, y aun así 19 de sus diputados, entre ellos Segismundo Moret, votaron en contra. El proyecto fue aprobado el 5 de junio de 1912 por el Congreso de Diputados, pero cuando murió Canalejas aún no había sido ratificado por el Senado, por lo que no entró en vigor hasta diciembre de 1913, y la Mancomunidad de Cataluña no se constituiría hasta marzo de 1914.
Canalejas tuvo éxito al abordar el problema de Marruecos, al conseguir en mayo de 1911 asegurar el control de la «zona de influencia» española con la toma de Arcila, Larache y Alcazarquivir, en respuesta a la toma de Fez por los franceses, lo que le permitió negociar con Francia, contando con la mediación de Gran Bretaña, el establecimiento definitivo del protectorado español de Marruecos. Según Javier Tusell y Genoveva García García Queipo de Llano fue entonces cuando el rey empezó a interesarse y a intervenir en la política española sobre Marruecos.

### El asesinato de Canalejas

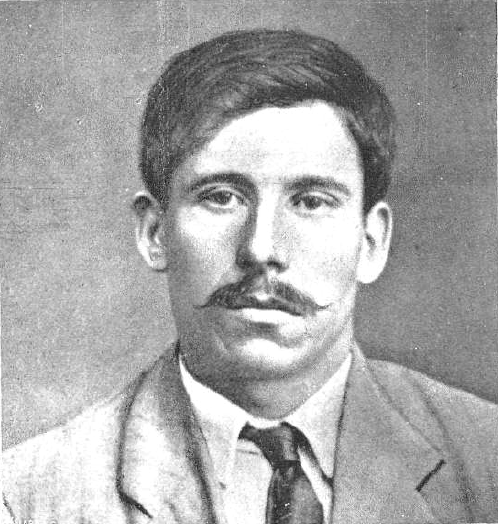
El anarquista Manuel Pardiñas que asesinó a Canalejas el 12 de noviembre de 1912.

A principios de noviembre de 1912 se había llegado al acuerdo definitivo con Francia sobre Marruecos, pero la firma del tratado prevista para finales de mes, no la pudo realizar Canalejas porque fue asesinado el día 12 por un anarquista en la Puerta del Sol de Madrid.
La desaparición de Canalejas tuvo una gran importancia en la vida política española pues dejó sin liderazgo a uno de los partidos del turno, el liberal, que durante el resto del reinado de Alfonso XIII no fue capaz de reconstruir, resultando dividido en facciones, lo que contribuyó a la crisis del régimen político de la Restauración.

## La vuelta de los conservadores al poder (1913-1915)

### El fraccionamiento de los partidos del turno
Tras el asesinato de Canalejas, se hizo cargo del gobierno de forma interina el liberal Manuel García Prieto. Pasado el funeral el rey nombró jefe del gobierno al también liberal conde de Romanones, entonces presidente del Congreso de Diputados. La decisión acabó dividiendo al Partido Liberal, sobre todo cuando poco después, en enero de 1913, se produjo la muerte del viejo dirigente Segismundo Moret, ya que Romanones interpretó su nombramiento como el reconocimiento de su liderazgo sobre el Partido Liberal, lo que fue rechazado por Manuel García Prieto que llegó a formar el ala liberal-democrática del partido que no reconocía la jefatura de Romanones. Precisamente el gobierno de Romanones cayó en octubre de 1913 al perder una moción de confianza presentada en el Senado porque los garciaprietistas unieron sus votos a los conservadores.

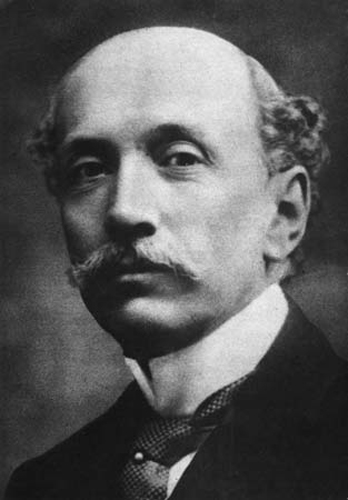
Eduardo Dato, líder del los conservadores idóneos.

El rey nombró entonces presidente del gobierno a Eduardo Dato, pero su partido, el conservador, estaba tan fracturado como el liberal, a causa de que su líder Antonio Maura había roto con el sistema del turno. Maura consideraba que tras el asesinato de Canalejas el rey no tendría que haber nombrado a otro liberal al frente del gobierno sino que debería haber dado paso a un gobierno conservador. El 1 de enero de 1913, Maura había hecho pública una carta en la que anunciaba su dimisión como jefe del Partido Conservador y aconsejaba la formación de otro partido «idóneo» para turnarse con los liberales. «Está en crisis el eje de la política interior y se ha venido haciendo ineludible la opción entre el sistema que nos trajo al presente estado de cosas, o apartarse de él, arrostrando las dificultades y contingencias inherentes a la enmienda», concluyó. La actitud de Maura causó en el rey «gran contrariedad y profundo disgusto», según anotó su secretario. Alfonso XIII se reunió con Maura el 4 de enero en palacio explicándole que al nombrar al conde de Romanones presidente del gobierno se había ceñido a la práctica constitucional.
Las críticas de Maura se radicalizaron cuando se abrieron las Cortes en mayo de 1913. Atacó a los liberales y calificó su llegada al poder como un «asalto». Una parte de su partido aglutinada en torno a Eduardo Dato cuestionó la postura de Maura, lo que acabó fracturando al partido entre «mauristas» e «idóneos» (los defensores de mantener el turno con los liberales). El maurismo en realidad se constituyó como un nuevo movimiento político católico y nacionalista, diferenciado de los partidos del turno. La paradoja fue que no estuvo dirigido por el propio Maura, que se situó por ello en una posición «extremadamente ambigua». Dato logró mantenerse en el poder durante los dos años siguientes pero «a costa de no tener abierto el Parlamento más que siete meses, un recurso al que los gobiernos echarán mano cada vez con más frecuencia», afirma Santos Juliá.
Según Suárez Cortina, desde 1913-1914 «el sistema parlamentario entró en una nueva fase de crisis derivada de la propia crisis de los partidos del turno» convertidos en «un conjunto de facciones que dificultaban la rotación política. El turno, tal y como había funcionado ininterrumpidamente desde 1885, se había acabado».
Una posición similar es la que mantiene Santos Juliá. «A partir de entonces [1913], el turno como mecanismo de alternancia en el poder no funciona; hablar de dos partidos y de alternancia pactada no pasa de ser una ficción; de lo que habrá que hablar cada vez más a partir de este momento es de coaliciones intercambiables de facciones… A partir de ahora, los gobiernos serán cada vez más de facción y sus posibilidades de lograr que el Congreso apruebe alguna ley de calado reformador serán nulas: así ocurrió, entre otros, con los proyectos mil veces presentados y otras tantas derrotados de reformas fiscales; y así ocurrirá con el presupuesto, sistemáticamente prorrogado desde 1914... Bastaba cualquier proyecto de ley que se considerase contrario a los intereses de cualquier facción para que el gobierno se tambalease. O cayera».
Además, como han señalado Javier Tusell y Genoveva García Queipo de Llano, la división de los partidos del turno multiplicó «la posibilidad o incluso la probabilidad de la intervención del Rey», convertido «en una especie de árbitro» entre las facciones. Y también gracias a ello «el monarca ratificó su papel, ya muy relevante, de cara al ejército». Este hecho fue legalizado por el gobierno Dato cuando a principios de 1914 aprobó un decreto por el que los oficiales del ejército podían dirigirse al rey «sin intervención de persona alguna», es decir, sin tener que pasar a través del ministro de la Guerra y del gobierno. Dato argumentó que la «gran popularidad» del rey entre la oficialidad era «un elemento de fuerza» para el sistema.

### La alternativa del Partido Reformista

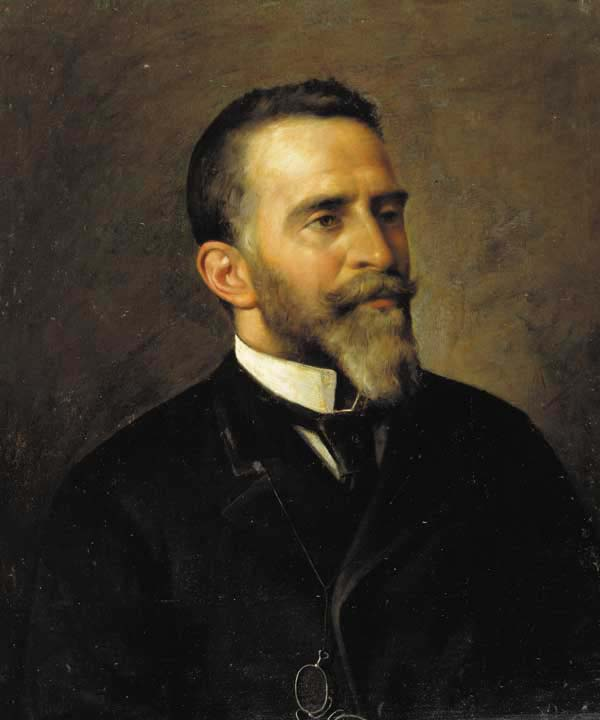
Gumersindo de Azcárate, miembro de la junta directiva del Partido Reformista y presidente del Instituto de Reformas Sociales.

El 14 de enero de 1913 el rey, por iniciativa del presidente del gobierno conde de Romanones, recibió en Palacio a tres veteranos intelectuales republicanos, «un acontecimiento verdaderamente extraordinario», como lo describió un cronista de la época, y que tuvo una enorme repercusión tanto dentro como fuera de España. Según Santos Juliá fue un gesto de apertura al nuevo Partido Reformista, solo dos semanas después de haberse producido el rechazo de Maura al sistema del turno. Precisamente el primero en ser recibido por el rey fue Gumersindo de Azcárate, miembro de la directiva del Partido Reformista y presidente del Instituto de Reformas Sociales. El siguiente fue Manuel Bartolomé Cossío,  director del Museo Pedagógico Nacional –y que simpatizaba con el Partido Reformista—, y el tercero Santiago Ramón y Cajal, presidente de la Junta de Ampliación de Estudios e impulsor de la nueva Residencia de Estudiantes. A la salida de palacio Azcárate declaró que la Monarquía había dejado de ser un obstáculo para «el pleno desarrollo de una política liberal vigorosa», aunque eso no quería decir que renunciara a sus ideales republicanos. Unos días antes de la visita José Ortega y Gasset, miembro de la generación más joven de intelectuales, había lanzado la consigna de que había que «hacer la experiencia monárquica», con lo que apoyaba la postura de los reformistas, antiguos republicanos que ahora consideraban la forma de gobierno, monarquía o república, algo «accidental» porque lo sustancial era la democracia.

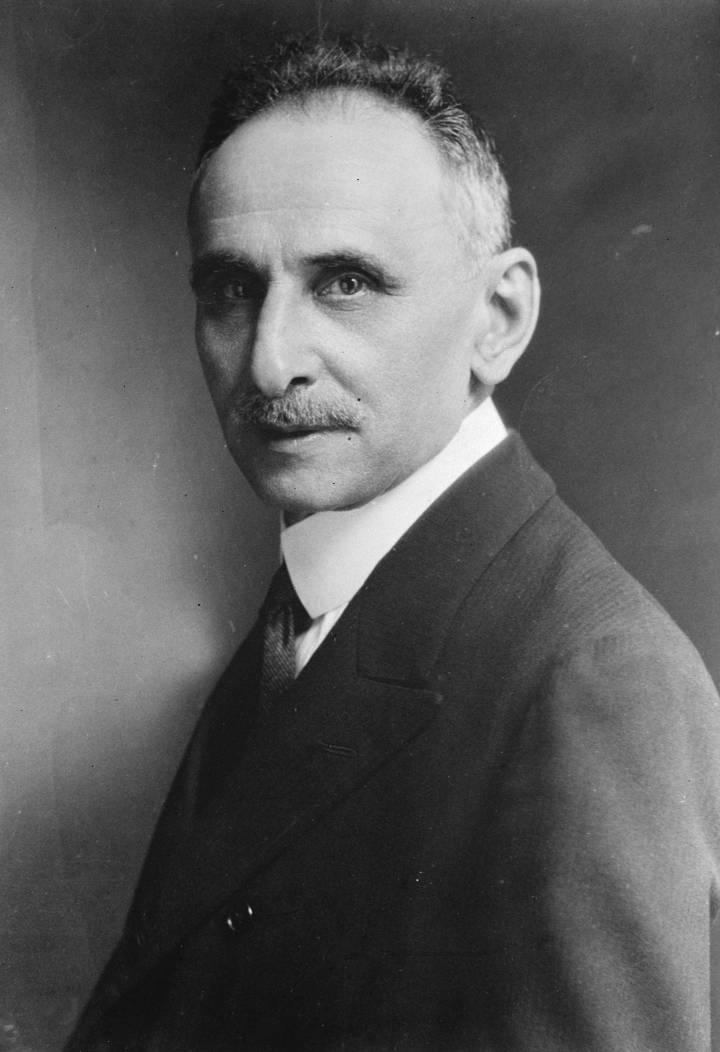
Melquiades Álvarez, líder del Partido Reformista.

El Partido Reformista, lanzado en abril de 1912 por Melquiades Álvarez, estaba integrado por republicanos que habían abandonado la conjunción republicano-socialista ya que estaban dispuestos a aceptar la Monarquía si esta se transformaba en una Monarquía democrática, postulándose así como el partido de izquierda del sistema, tras el rechazo de Maura al turno. Álvarez apeló a los republicanos que creían que siendo «la República superior, infinitamente superior, teóricamente, a la Monarquía, consideraraban las formas de gobierno accidentales, circunstanciales, transitorias, históricas» y en un mitin celebrado en octubre de 1913 afirmó que desde enero de 1913 se «había iniciado una metamorfosis en la política nacional apareciendo en el horizonte una luz de esperanza».
La generación de intelectuales más jóvenes se sumaron al proyecto reformista y en octubre pusieron en marcha la Liga de Educación Política cuyo manifiesto fue firmado por José Ortega y Gasset, Manuel Azaña, Gabriel Gancedo, Fernando de los Ríos, el marqués de Palomares del Duero, Leopoldo Palacios, Manuel García Morente, Constancio Bernaldo de Quirós y Agustín Viñuales. Estos intelectuales asistieron el mismo mes al banquete ofrecido en honor de Melquiades Álvarez en el Hotel Palace de Madrid con ocasión del nacimiento oficial del Partido Reformista. José Ortega y Gasset en marzo de 1914 pronunció una conferencia bajo el título de Vieja y nueva política en la que expuso que el sistema del turno estaba agotado y que había que sustituirlo por otro nuevo. «La nueva política no necesita, en consecuencia, criticar la vieja ni darle grandes batallas; necesita sólo tomar la filiación de sus cadavéricos ragos, obligarla a ocupar su sepulcro en todos los lugares y formas donde la encuentre y pensar en nuevos principios afirmativos y constructores», afirmó Ortega.
El PSOE no entendía que los intelectuales de la Liga de Educación Política se sumaran al proyecto reformista, ya que Melquiades Álvarez, según los socialistas, ya no era el mismo: «ya no aguarda a que la monarquía, democratizada –más aún, republicanizada— acuda al terreno en que él se encuentra. Ahora abandona su actitud, en cierto modo pasiva, y dice: aspiro a gobernar dentro de la monarquía para realizar mi programa». Le respondió Manuel Azaña diciendo que con los republicanos y los socialistas «nos unen vínculos sustanciales, lazos poderosísimos, empeños comunes; pero nos separa el no subordinar a un eventual cambio de régimen la obra de renovación que queremos realizar urgentemente, inapalazablemente. Se puede ser revolucionario veinticuatro horas; es ridículo, a más de ser estéril, titularse revolucionario veinticuatro años». Como ha señalado Santos Juliá, «la tesis central de la generación de intelectuales que andaba en la treintena por aquellos años» era que «la obra de renovación… era posible sin cambio de régimen» partiendo de la hipótesis de que «la corona, aun siendo parte de la vieja política, aprovecharía la crisis del turno y abiría la puerta a esa nueva política que empujaba desde fuera».

## La crisis de la Restauración (1914-1923)

### El inicio de la crisis y el impacto en España de laGran Guerra

Sistema de alianzas en Europa antes de la Primera Guerra Mundial:
Triple Entente
Triple Alianza
Países neutrales

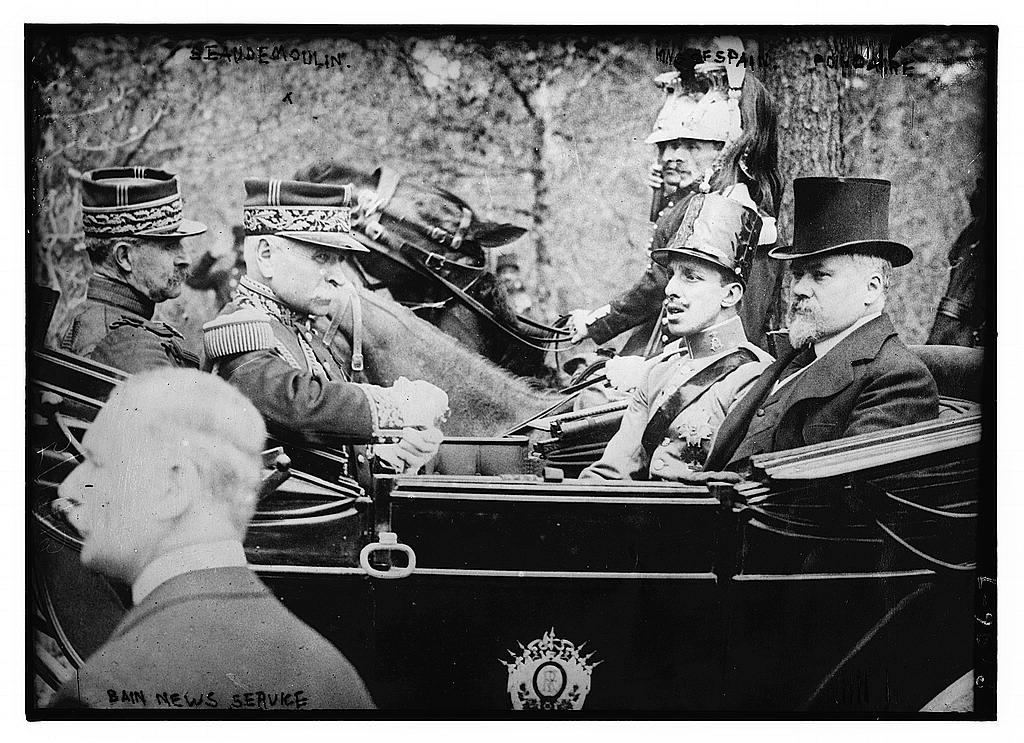
Alfonso XIII de visita en París en 1913, un año antes del inicio de la Primera Guerra Mundial. Sentado a su lado el presidente de la Tercera República Francesa Raymond Poincaré.

Según el historiador Manuel Suárez Cortina, «los efectos sociales y políticos de la guerra representaron un factor decisivo en la crisis definitiva del sistema parlamentario tal como venía funcionando desde 1875. La escasez de alimentos, el dislocamiento económico, la miseria social, la precariedad y la inflación estimularon el despertar político y la militancia ideológica de las masas. Bajo estas condiciones, la modalidad clientelar y caciquil de la política española se descompuso. Tras la guerra ya no fue posible restaurar el viejo orden». La historiadora Ángeles Barrio, por su parte, afirma que la guerra «no fue sin embargo la causa inmediata del hundimiento del bipartidismo. El sistema de partidos estaba ya en descomposición cuando estalló la contienda, y la coyuntura especial de la neutralidad sólo aceleró su declive en medio de un ambiente progresivamente crítico contra el régimen. Era la sociedad la que, en pleno proceso de cambio, comenzaba a reclamar el derecho efectivo a la representación, el final definitivo de la vieja política, con lo que ello suponía de amenaza de impugnación para el sistema».
Cuando se inició la Primera Guerra Mundial en agosto de 1914 el gobierno conservador de Eduardo Dato decidió mantener a España neutral, porque en su opinión, compartida por la mayoría de la clase dirigente, carecía de motivos y de recursos para entrar en el conflicto. El rey Alfonso XIII también estuvo de acuerdo y muy pocos se opusieron a la neutralidad.
La neutralidad tuvo importantes consecuencias económicas y sociales ya que impulsó enormemente el proceso de «modernización» que se había iniciado tímidamente en 1900, debido al aumento considerable de la producción industrial española a la que de repente se le abrían nuevos mercados —los de los países beligerantes, y los de los países que estos ya no podían abastecer—. Sin embargo la inflación se disparó mientras que los salarios crecían a un ritmo menor y se produjeron carestías de los productos de primera necesidad, como el pan, lo que provocó motines de subsistencias en las ciudades y el aumento de los conflictos laborales protagonizados por los dos grandes sindicatos, CNT y UGT, que reclamaban aumentos salariales que frenaran la disminución de los salarios reales.

### La vuelta de los liberales al poder y el aumento de la conflictividad social (1915-1917)

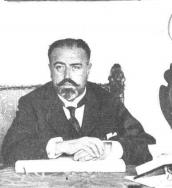
Santiago Alba, ministro de Hacienda del gobierno del conde de Romanones que fracasó en su intento de establecer un impuesto extraordinario sobre los beneficios de la guerra.

Siguiendo los usos del turno, en diciembre de 1915 el liberal conde de Romanones sustituyó al conservador Eduardo Dato al frente del gobierno. En seguida se procuró una mayoría amplia en las Cortes en las elecciones del año siguiente gracias al acuerdo que alcanzó con el líder conservador en el reparto de escaños del encasillado. Romanones incluyó en su gobierno al liberal regeneracionista Santiago Alba como ministro de Hacienda, quien propuso en junio de 1916 la creación de un impuesto extraordinario sobre los beneficios de la guerra, con el que financiar un amplio programa de obras públicas, pero se encontró con la radical oposición de la patronal, especialmente la vasca y la catalana, y la del líder de la Lliga Regionalista Francesc Cambó. Finalmente Romanones no apoyó a su ministro y la reforma fiscal se frustró.
El gobierno de Romanones tuvo que hacer frente también a la creciente conflictividad social protagonizada por la CNT y la UGT. En mayo de 1916 la UGT acordó en su XII Congreso pactar con CNT para desarrollar acciones conjuntas. Una resolución similar acordó la CNT en su congreso celebrado en Valencia en mayo. El resultado fue la firma en julio de 1916 del llamado Pacto de Zaragoza entre las direcciones de las dos organizaciones obreras. La respuesta del gobierno de Romanones fue ordenar detener a los firmantes del pacto. Eso no impidió que CNT y UGT acordaran el 26 de noviembre convocar una huelga general en toda España para el 18 de diciembre en protesta por el aumento de los precios y los desabastecimientos.
La huelga fue un éxito por lo que las dos organizaciones decidieron en marzo del año siguiente preparar otra, esta vez «indefinida» y, por tanto, «revolucionaria», cuyo fin sería «una transformación completa de la estructura económica del país y de la estructura política también».
En abril de 1917, un mes después de la caída del zarismo, el gobierno del liberal Romanones, reconocido aliadófilo, cayó debido a su postura beligerante respecto del hundimiento de barcos mercantes españoles por submarinos alemanes. A Romanones le sustituyó el también liberal Manuel García Prieto, considerado más próximo a los Imperios Centrales que su antecesor. Pero su gobierno solo duró tres meses a causa de la grave crisis a la que tuvo que hacer frente provocada por el órdago que lanzaron las recién creadas Juntas de Defensa.

### La crisis de 1917

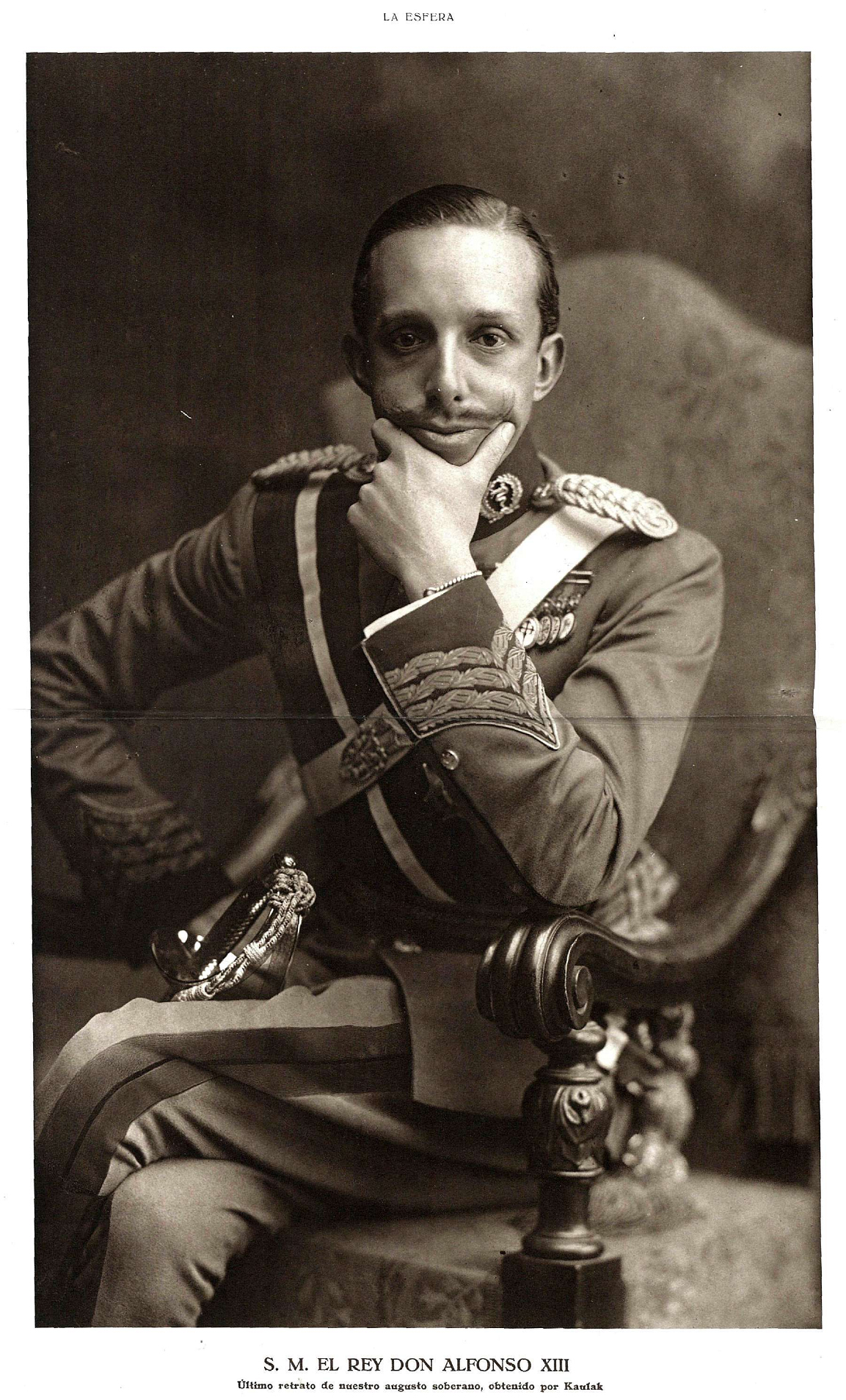
El rey Alfonso XIII.

El desencadenante inicial de la crisis de 1917, «la peor crisis que había experimentado desde sus orígenes el régimen constitucional de la Restauración» según Moreno Luzón, fue el problema planteado por el movimiento de las "Juntas de Defensa", nacidas en 1916. Eran estas unas organizaciones corporativas de los militares con destino en la península que reclamaban el aumento de sus salarios —la inflación también estaba afectando a la oficialidad— y que también protestaban por los rápidos ascensos por méritos de guerra que obtenían sus compañeros destinados en Marruecos, y que gracias a ellos podían aumentar sus ingresos.

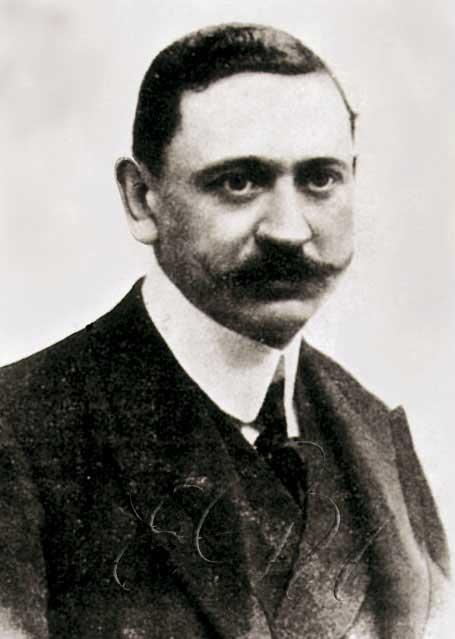
Manuel García Prieto, presidente del gobierno que se opuso a la legalización de las Juntas de Defensa pero que se vio obligado a dimitir por la falta de apoyo del rey Alfonso XIII.

Las juntas exigían su reconocimiento legal a lo que se oponía el gobierno. En abril de 1917 cayó Romanones siendo sustituido por un gobierno presidido por el también liberal Manuel García Prieto, cuyo ministro de la guerra, el general Francisco Aguilera y Egea ordenó la disolución de las juntas. La tensión entre el gobierno y las juntas llegó a su clímax en la última semana de mayo, pero el rey se puso del lado de las juntas «aunque para ello tuviera que desautorizar a su ministro de Defensa y cambiar el gobierno liberal por uno conservador, en un último intento de normalizar la situación». Cayó el gobierno de García Prieto y «se formó uno conservador, bajo la presidencia de Dato, que se apresuró a claudicar mediante la aprobación del reglamento juntero».
Así pues, lo ocurrido en 1905-1906 con los hechos del ¡Cu-Cut! y la posterior aprobación de la Ley de Jurisdicciones volvió a repetirse en 1917: los militares apelaron al rey y este se puso de nuevo de su parte; obligó al gobierno a dimitir, sustituyéndolo por otro presidido por el conservador Eduardo Dato, el cual suspendió las garantías constitucionales, censuró la prensa y aceptó el reglamento de las "Juntas de Defensa". Además cerró las Cortes a los pocos días.
«Junio de 1917 significó una especie de punto de no retorno… A la vez que los gobiernos caían por una combinación de falta de apoyo entre todas las facciones del mismo signo con presencia en el Congreso y por presiones desde fuera, se produjeron los dos fenómenos que acabarán empujando al sistema liberal en la dirección contraria a los reiterados propósitos de regeneración. Ante todo, el Rey incrementó las posibilidades y las ocasiones de intervenir en el juego político con el encargo de formar gobierno a uno u otro jefe de facción, reservándose la capacidad de decidir sobre la oportunidad de la convocatoria de elecciones. [...] El segundo fue la cesión de la iniciativa política a los militares y, ante el crecimiento de la protesta social, la militarización del orden público. Era, renacido, el problema militar, la política pretoriana, evidente en esa voluntad de los militares de actuar como un grupo de presión corporativo y de presentarse como una alternativa política: no son ya los espadones, como en el siglo XIX, sino el Ejército como corporación".

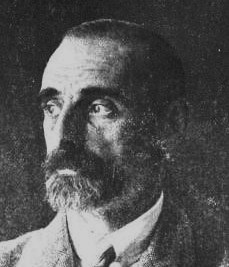
Francesc Cambó, líder de la Lliga Regionalista.

En este contexto de crisis política, la iniciativa la tomó el líder catalanista Francesc Cambó. El 5 de julio reunió en el Ayuntamiento de Barcelona a todos los diputados y senadores catalanes —aunque los 13 diputados monárquicos abandonaron enseguida la reunión— que reafirmaron la voluntad de Cataluña de constituirse en una región autónoma, derecho que podría extenderse a otras regiones, y exigieron la reapertura de las Cortes que tendrían función de constituyentes. Si el gobierno Dato no aceptaba ninguna de las peticiones harían un llamamiento a todos los diputados y senadores a que acudieran a una Asamblea de Parlamentarios a celebrar el 19 de julio en Barcelona.
El gobierno de Dato intentó desprestigiar la convocatoria presentando la reunión como un movimiento «separatista»" y «revolucionario», campaña que fue apoyada por la prensa conservadora. Finalmente a Barcelona no acudió Maura, como esperaba Cambó, y solo asistieron los diputados de la Lliga, los republicanos, los reformistas de Melquíades Álvarez y el socialista Pablo Iglesias, que aprobaron la formación de un gobierno «que encarne y represente la voluntad soberana del país» y que presidiría las elecciones a Cortes Constituyentes. La Asamblea fue disuelta por orden del gobernador civil de Barcelona y todos los participantes fueron detenidos por la policía, aunque en cuanto salieron del palacio del parque de la Ciudadela donde se habían reunido fueron puestos en libertad.

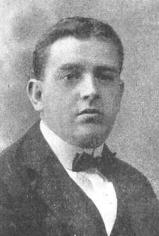
Andrés Saborit Colomer, miembro del Comité de Huelga. Fue detenido y condenado a cadena perpetua. Fue indultado tras elegido diputado por el PSOE en las elecciones generales del año siguiente.

Mientras tanto las organizaciones obreras seguían con los preparativos de la huelga general que habían anunciado en marzo. Pero los socialistas decidieron convocarla por su cuenta, en apoyo de los ferroviarios de Valencia en huelga, con el objetivo de derrocar a la Monarquía, formar un gobierno provisional y convocar Cortes Constituyentes. Por este motivo la CNT, fiel a su "apoliticismo", se mantuvo al margen.
La huelga resultó un rotundo fracaso. Solo tuvo cierto seguimiento en Madrid, Barcelona, Valencia y los centros industriales del norte (Vizcaya, Guipúzcoa, Santander, Asturias), y no tuvo ningún impacto en el campo, lo que según Suárez Cortina, «habría de ser decisivo para que las autoridades pudieran sofocar de un modo eficaz la revuelta». Además los sindicatos católicos condenaron el movimiento y jóvenes monárquicos se ofrecieron como voluntarios para que los servicios públicos siguieran funcionando.  Para Santos Julia, la clave del fracaso estuvo en que las "Juntas de Defensa", de las que los socialistas pensaban que mantenían con ellas «esenciales coincidencias», se pusieron de parte del orden establecido, y no solo no encabezaron ninguna revolución sino que se emplearon a fondo en la represión –«tampoco los soldados formaron sóviets con los obreros, al modo ruso, sino que en general obedecieron a sus jefes», señala Moreno Luzón—.
El balance final de la represión de la huelga fueron 71 muertos, 200 heridos y más de 2.000 detenidos, entre ellos los miembros de comité de huelga (Julián Besteiro y Andrés Saborit, por el PSOE; y Francisco Largo Caballero y Daniel Anguiano por la UGT).
Como ha destacado Javier Moreno Luzón, «la crisis de 1917 desinfló cualquier aventura ulterior. Los catalanistas, los reformistas y hasta los radicales dieron marcha atrás y, en diferentes grados, ofrecieron sus servicios a la corona. La conjunción republicano-socialista se volatilizó, igual que el acuerdo obrero. El socialismo entró en una etapa de disensiones internas y el anarconsindicalismo agudizó su odio por la política. Así pues, el régimen constitucional de la Restauración, dado por muerto en tantas ocasiones, hizo gala de una sorprendente solidez, que le proporcionó oxígeno para seis años más».>

### La «salida» de la crisis de 1917: los «gobiernos de concentración» y la vuelta al turno (1917-1918)

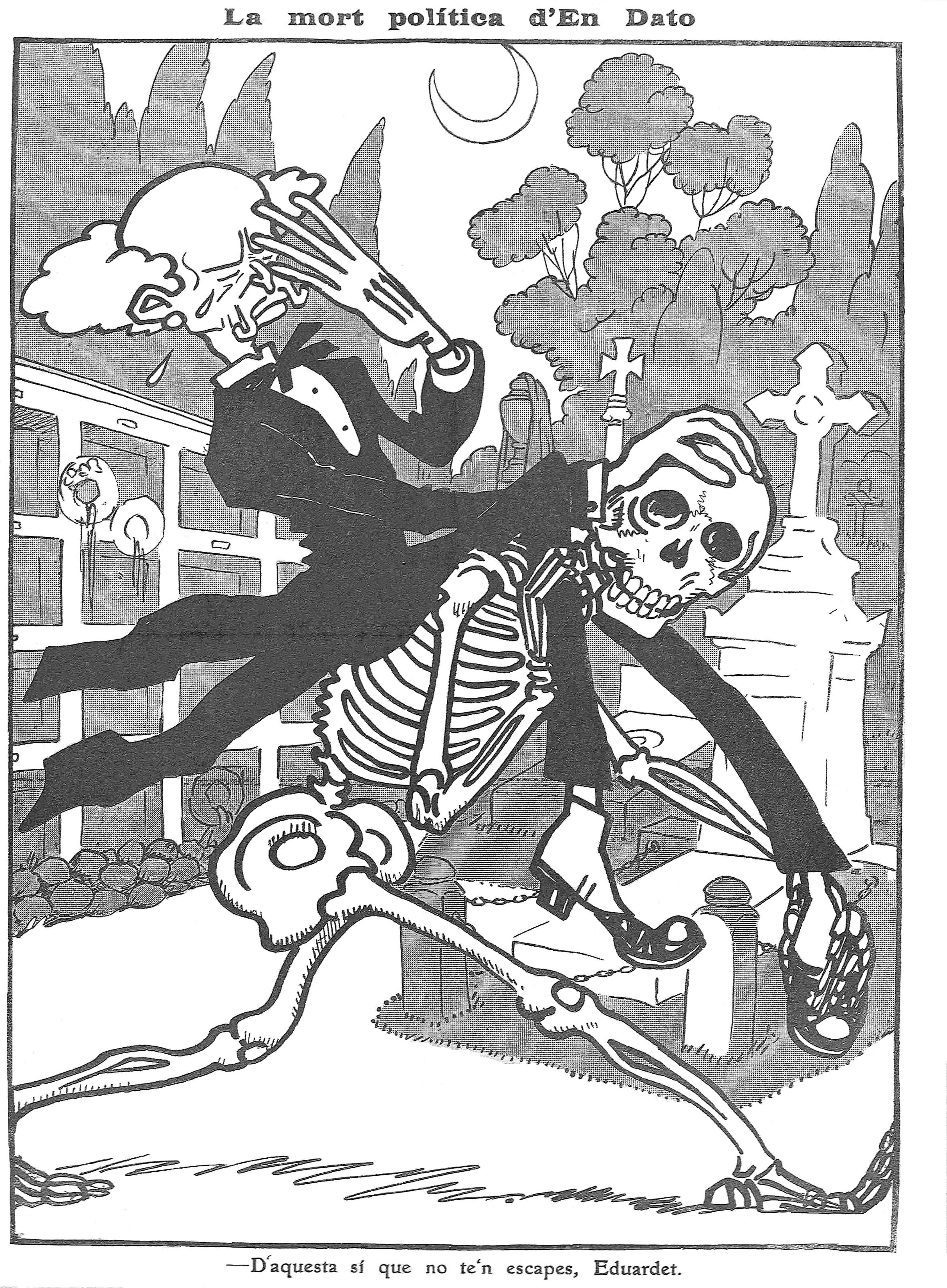
Caricatura de Eduardo Dato publicada en La Campana de Gràcia de Barcelona tras la crisis del verano de 1917, titulada "La muerte política del Sr. Dato". El pie dice: "De esta sí que no te escapas, Eduardito".

El 30 de octubre se reunió la Asamblea de Parlamentarios en el Ateneo de Madrid presidida por Cambó que presionó para que se pusiera fin al turno. Ese mismo día fue llamado a Palacio para entrevistarse con el rey que le propuso la formación de un gobierno de amplia representación que garantizara la celebración de elecciones limpias. Tras la entrevista Cambó volvió al Ateneo de Madrid y les comunicó a los parlamentarios el acuerdo de Alfonso XIII con las propuestas de la Asamblea y que además estaba dispuesto a nombrar ministros a las dos personas que designaran.
El 1 de noviembre de 1917, por primera vez en la historia de la Restauración, se formó un «gobierno de concentración» de conservadores, de liberales y de la Lliga presidido por el liberal Manuel García Prieto, aunque quedaron fuera las facciones del conservador Dato y del liberal Santiago Alba. El gobierno convocó las elecciones de febrero de 1918 que se pretendieron «limpias» pero las redes caciquiles siguieron funcionando dando como resultado la confirmación de la división de los partidos dinásticos. El Congreso de los Diputados quedó formado por 95 diputados conservadores, 70 liberales "garcíaprietistas" y 54 del resto de facciones liberales, 20 de la Lliga, 7 del PNV —que conseguían por primera vez representación— y 6 socialistas —que en las Cortes anteriores solo tenía 1 diputado—. Dada su fragmentación estas Cortes resultaron ingobernables porque ningún grupo disponía de una mayoría clara. Al valorar el resultado de las elecciones Cambó comentó que era «un desastre», «nuestra deshonra» y la demostración de que con los partidos del turno era imposible «crear un poder parlamentario fuerte y prestigioso que fuera base y fundamento de todos los restantes poderes constitucionales».
El «gobierno de concentración» duró muy pocos meses. Una huelga de funcionarios, que estimulados por el ejemplo de los militares formaron sus propias juntas, fue la que acabó con el gobierno. Entonces el rey encargó al conde de Romanones que reuniera a todos los jefes de facción liberales y conservadores para que buscaran una salida. En la noche del 20 de marzo de 1918 se reunieron en el Palacio de Oriente y allí Alfonso XIII les amenazó con abdicar si no aceptaban la formación de un «gobierno de concentración» donde estuvieran todos ellos presidido por Antonio Maura.

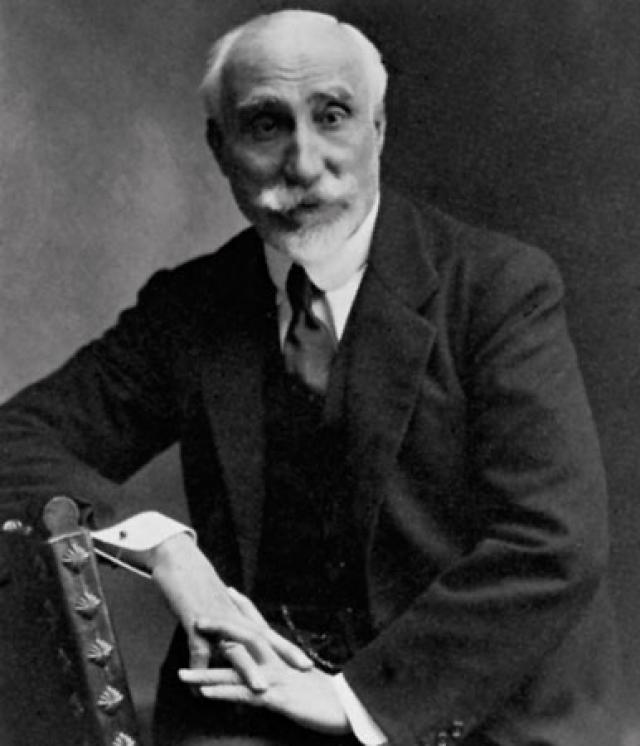
Antonio Maura presidente del "Gobierno Nacional" formado en marzo de 1918.

Así fue como nació el llamado "Gobierno Nacional" que incluyó a todos los jefes de los facciones dinásticas —Romanones, Alba, García Prieto, entre los liberales; Dato, Cierva, junto con el propio Maura, entre los conservadores—, además del líder del catalanismo, Francesc Cambó. El nuevo gobierno concedió la amnistía a los líderes socialistas encarcelados, que pudieron así ocupar sus escaños en las Cortes, y aprobó una Ley de Bases sobre la inamovilidad de los funcionarios y criterios de promoción de los mismos basados en la antigüedad que acabó con la figura del cesante. Sin embargo, el gobierno encalló cuando intentó aprobar los presupuestos del Estado, que estaban siendo prorrogados desde 1914, por lo que Maura presentó la dimisión al rey en noviembre de 1918.
Tras el fracaso de los dos «gobiernos de concentración« se volvió al «turno» entre conservadores y liberales —en realidad al turno entre facciones— pero en los dos años y medio siguientes tampoco se alcanzó la estabilidad política, ya que se llegaron a suceder hasta siete gobiernos. Según Santos Juliá, «pocas veces se habrá dado el caso de una clase política tan convencida de la necesidad de drásticas reformas en las leyes y en las prácticas políticas y tan incapaz de llevarlas a cabo. […] Los políticos de la Restauración habían diagnosticado mil veces que el caciquismo era el mal, pero no sabían cómo gobernar prescindiendo de sus cacicatos».

### La «cuestión regional»
Al «Gobierno Nacional» de Maura le sucedió el 10 de noviembre de 1918 un gobierno liberal presidido por García Prieto, con Santiago Alba en Hacienda. Tuvo que hacer frente al grave «problema de las subsistencias» motivado por la subida de los precios, pero las reformas que pretendió introducir Alba se encontraron de nuevo con la resistencia de los sectores industriales que tanto se habían beneficiado por la neutralidad española en la Gran Guerra, mientras aumentaban las manifestaciones de protesta por el encarecimiento de los productos básicos. Pero finalmente fue la presión de la Lliga, que reclamaba un estatuto de autonomía para Cataluña, lo que hizo caer al gabinete solo un mes después de haberse formado. Entonces el rey encargó el gobierno al conde de Romanones, cuya tarea primordial, según Ángeles Barrio, fue «la de conducir por cauces más fluidos la cuestión de la autonomía».

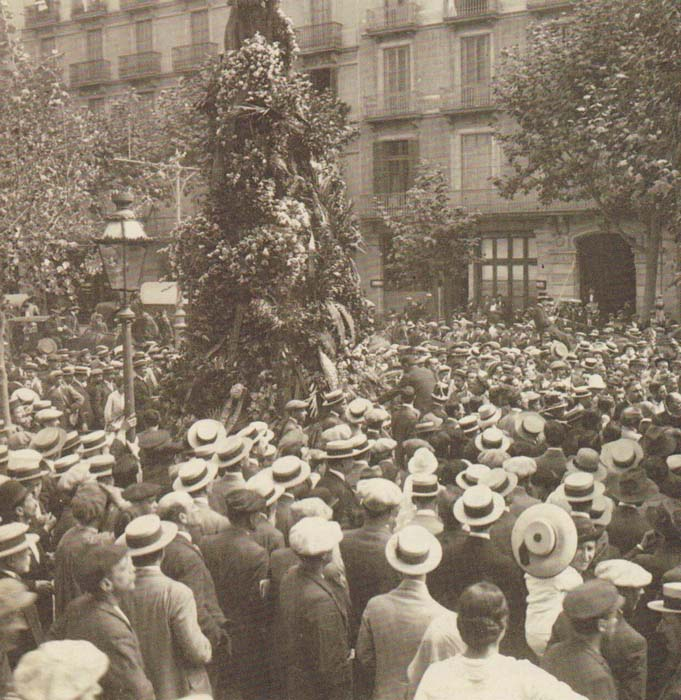
Homenaje A Rafael Casanova en la diada de 1914.

Cambó y la Lliga habían organizado una campaña en pro de la «autonomía integral» para Cataluña que, según Moreno Luzón, «conmovió hasta sus cimientos la escena política española» y que en un principio contó con el apoyo del rey, que pretendía, según le dijo a Cambó, distraer así «a las masas [de Cataluña] de todo propósito revolucionario». Para Cambó había «llegado la hora de Cataluña».
La posibilidad de la concesión de un Estatuto de Autonomía para Cataluña provocó la reacción inmediata del nacionalismo español que desplegó una fuerte campaña anticatalanista plagada de tópicos y de estereotipos sobre Cataluña y los catalanes pero que consiguió movilizar a miles de personas que se manifestaron en Madrid y en otras ciudades.

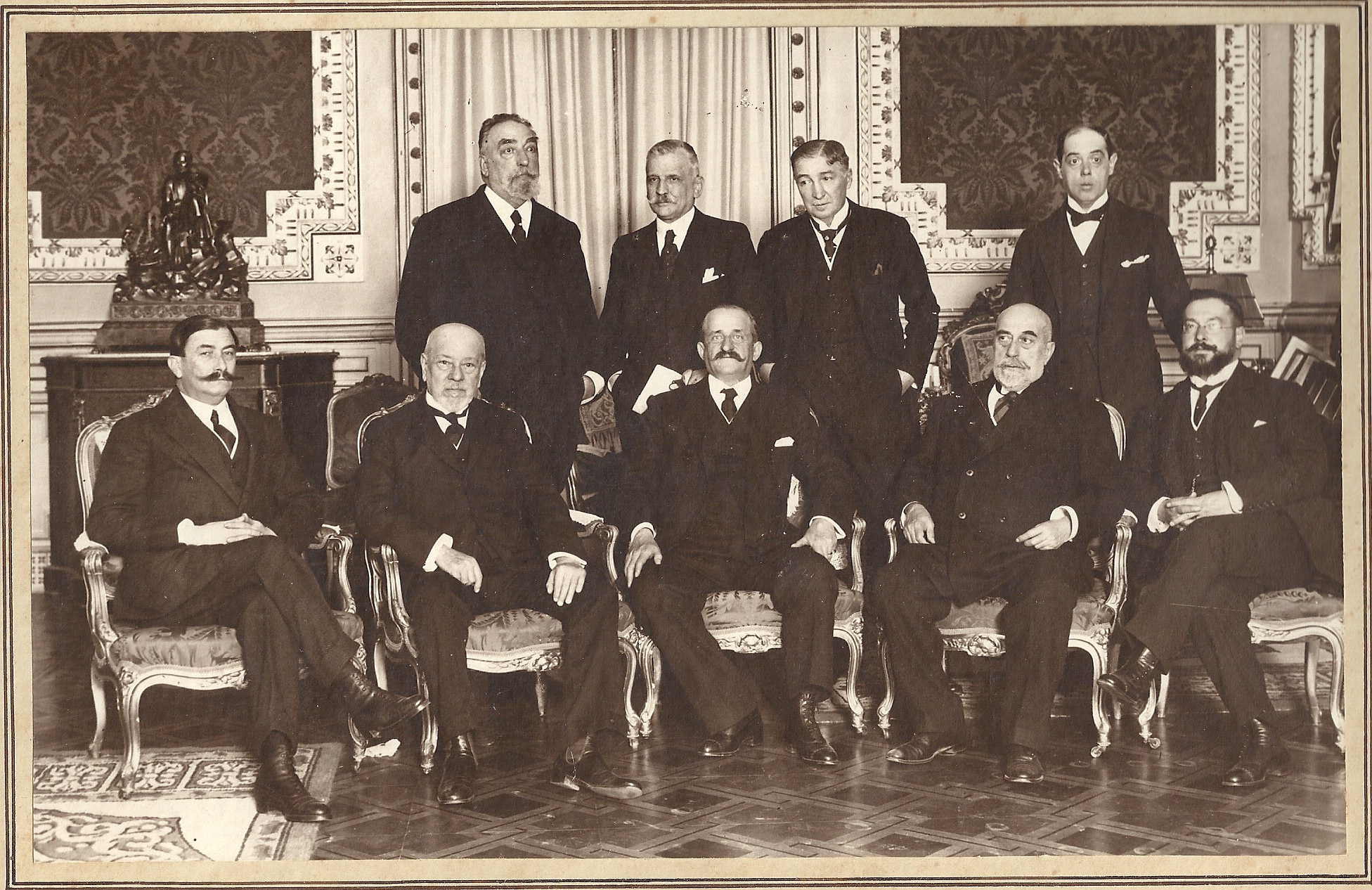
Gobierno presidido por el conde de Romanones, sentado en el centro.

El 2 de diciembre de 1918, un día después de haberse constituido el gobierno de Romanones, las diputaciones castellanas, reunidas en Burgos, respondieron a las pretensiones catalanas con el Mensaje de Castilla donde defendían la «unidad nacional» española y se oponían a que cualquier región obtuviera una autonomía política que mermara la soberanía española —e incluso hicieron un llamamiento a boicotear «los pedidos de las casas industriales catalanas»—. También se opusieron a la cooficialidad del catalán, al que llamaron «dialecto regional». Al día siguiente el diario El Norte de Castilla titulaba: «Ante el problema presentado por el nacionalismo catalán, Castilla afirma la nación española». También se denunciaba «la campaña separatista de que se hace alarde en las provincias vascongadas». Solo en el País Vasco y en Galicia se registraron algunas muestras de apoyo a los nacionalistas catalanes.
El rey cambió de posición y manifestó su solidaridad «con los gestos patrióticos de la provincias castellanas», animando a los presidentes de las diputaciones a proseguir en su empeño. En el debate parlamentario de principios de diciembre sobre el proyecto de bases del estatuto de autonomía de Cataluña que había presentado la Mancomunidad de Cataluña y que contaba con el apoyo del 98% de la población de Cataluña representada por sus ayuntamientos, el portavoz de los liberales y por tanto del gobierno Niceto Alcalá Zamora acusó a Cambó de querer ser al mismo tiempo el Simón Bolívar de Cataluña y el Otto von Bismarck de España. El líder conservador Antonio Maura también se opuso a la autonomía catalana. Dirigiéndose a los diputados catalanistas les dijo que, les gustara o no, eran españoles: «Nadie puede elegir madre, ni hermanos, ni casa paterna, ni pueblo natal, ni patria». Su intervención fue muy aplaudida por los diputados de los dos partidos dinásticos, incluido el presidente del gobierno conde de Romanones. El mismo día de la intervención de Maura, el 12 de diciembre de 1918, Cambó escribió una carta al rey en la que se despedía de él y justificaba la retirada de las Cortes de la gran mayoría de diputados y senadores catalanes en señal de protesta por el rechazo al Estatuto, un gesto que fue muy mal visto por los partidos dinásticos. De vuelta en Barcelona, Cambó lanzó en un mitin la consigna «Monarquia? República? Catalunya!». «Ni hipotecamos la autonomía a la República, ni esperamos la República para implantar la autonomía, pero no frenaremos nuestra marcha por el hecho de que pueda caer la Monarquía», declaró.
Romanones convocó una comisión extraparlamentaria para que redactara una propuesta que sería llevada a las Cortes. La comisión, presidida por Antonio Maura elaboró un proyecto de Estatuto muy recortado que incluso eliminaba algunas de las competencias que ya ejercía la Mancomunitat de Cataluña por lo que resultó inaceptable para los diputados catalanes que habían regresado al Congreso a finales de enero de 1919. Cambó pidió entonces que se permitiera la celebración de un plebiscito en Cataluña para saber si los ciudadanos de Cataluña querían o no un Estatuto de autonomía, pero los diputados de los partidos dinásticos, entre los que se encontraba Alfons Sala, presidente de la recién creada Unión Monárquica Nacional, alargaron los debates y nunca llegó a discutirse la propuesta. Finalmente el gobierno cerró las Cortes el 27 de febrero aprovechando la crisis provocada por la huelga de la Canadiense en Barcelona.

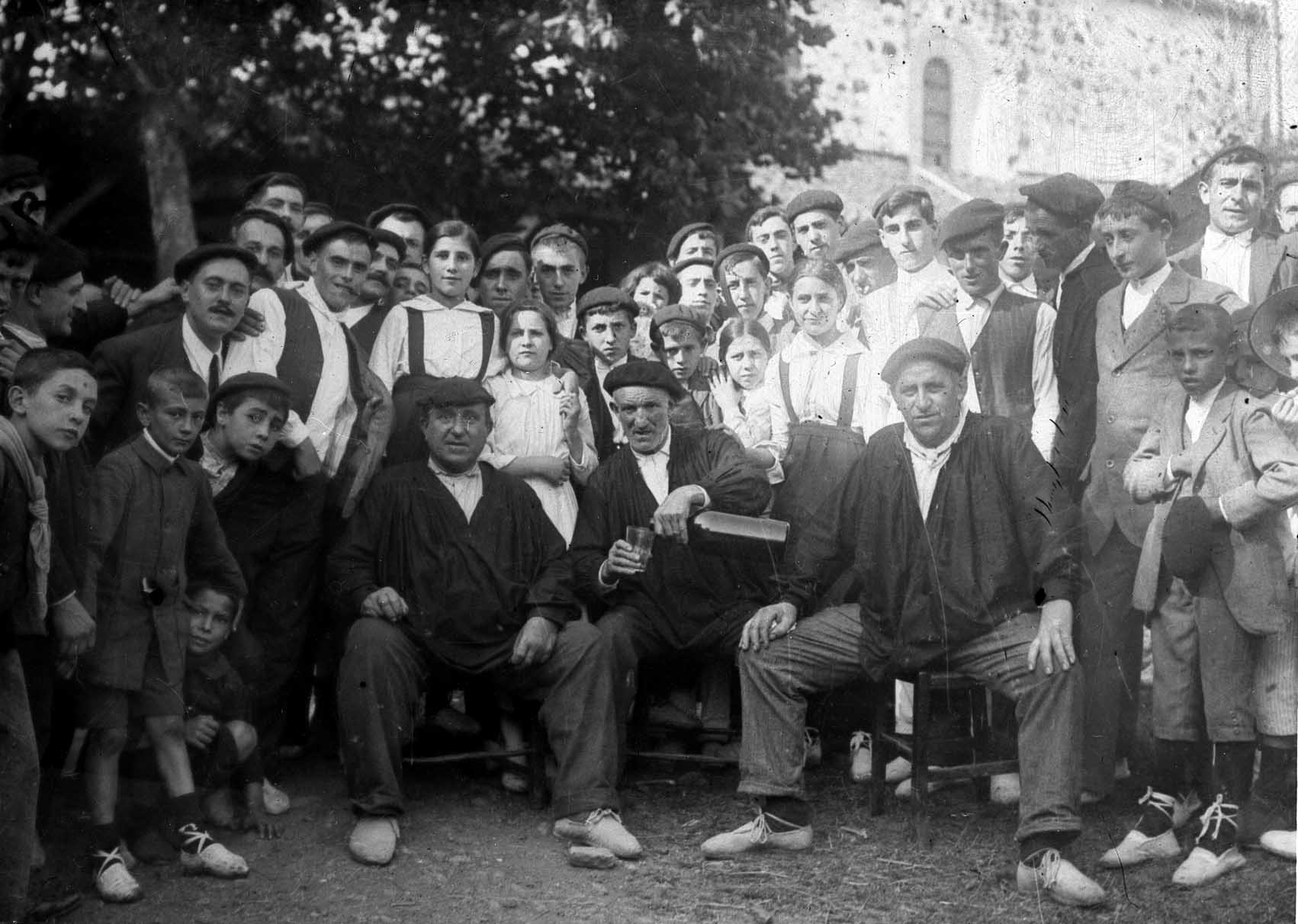
Reunión de versolaris, entre los que se encuentra el célebre Txirrita, en Arrate, Guipúzcoa (1915)

La campaña autonomista catalana de 1918-1919 encontró un amplio apoyo del nacionalismo vasco porque las aspiraciones catalanas conectaban con las suyas. En aquel momento el nacionalismo vasco vivía el momento de mayor apogeo de la Restauración. En 1918 había triunfado en las elecciones que le proporcionaron la hegemonía política en Vizcaya, el feudo fundamental del PNV que desde 1916 había pasado a llamarse Comunión Nacionalista Vasca, sustituyendo a los partidos monárquicos del turno que la habían ostentada hasta entonces. Precisamente la razón del éxito había sido la «vía autonomista» emprendida, y su alianza con la Lliga Regionalista de Cambó, que les llevó a reclamar también la «autonomía integral» para Euskadi. Así, las tres diputaciones vascongadas, por iniciativa de la de Vizcaya, demandaron la «reintegración foral», o en su defecto, una amplia autonomía basada en los antiguos fueros, propuesta que fue presentada en las Cortes el 8 de noviembre por los diputados nacionalistas vascos, pero que fue rechazada.
A partir de 1920 se produjo el retroceso electoral de la Comunión Nacionalista Vasca, debido sobre todo a que las partidos monárquicos del turno, liberales y conservadores, se coaligaron en un frente antinacionalista llamado Liga de Acción Monárquica, fundada en enero de 1919, que ganó las elecciones de 1920 y 1923, reduciendo la representación parlamentaria de la Comunión Nacionalista a un único diputado por Pamplona —y eso gracias a su alianza con las carlistas—. Además, los nacionalistas vascos perdieron la mayoría en la Diputación de Vizcaya en 1919 y la alcaldía de Bilbao en 1920.

### La conflictividad social y el impacto de la «Revolución de Octubre»

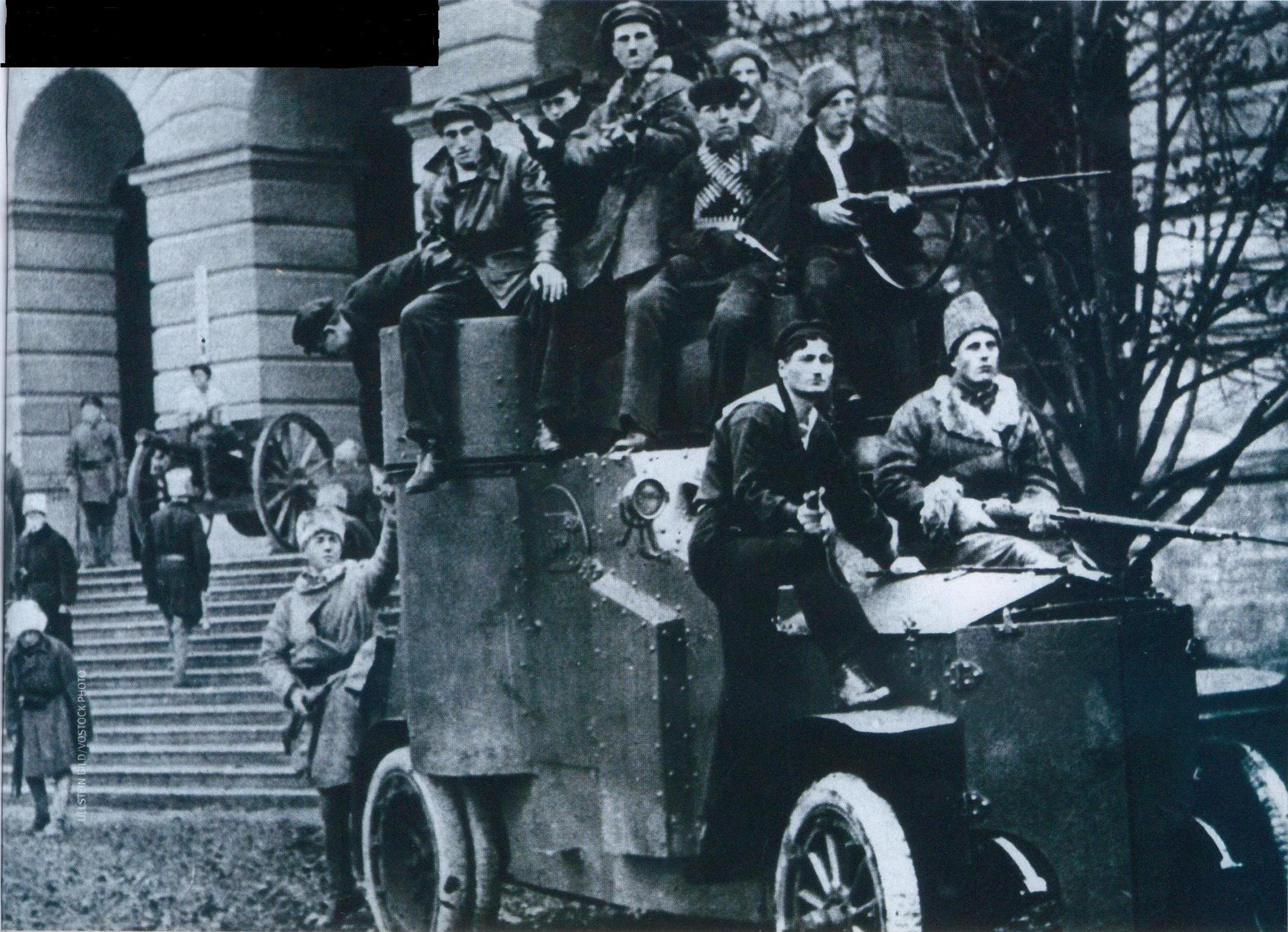
Guardias rojos frente al Instituto Smolny de Petrogrado, centro de la Revolución de Octubre de 1917 en Rusia.

A la "cuestión regional" se sumó el estallido de una grave crisis social en Cataluña y en el campo andaluz. «Una auténtica 'guerra social', con atentados anarquistas y de pistoleros a sueldo de patronos, se declaró en Cataluña y tres años de movilizaciones de jornaleros del campo a los que habían llegado los ecos de la revolución rusa en Andalucía».
En España el triunfo de la Revolución de Octubre en Rusia tuvo un gran impacto sobre el movimiento obrero. Paradójicamente, al principio los más entusiastas con los bolcheviques fueron los anarquistas, mientras los socialistas se mantuvieron más indiferentes. La fundación de la III Internacional en 1919 abrió el debate sobre la incorporación tanto en la CNT como en el PSOE y la UGT. La CNT se adhirió inicialmente pero tras la visita en 1920 a la Rusia soviética de una delegación encabezada por Ángel Pestaña la abandonó porque sus principios eran absolutamente opuestos a los del anarcosindicalismo. El informe contrario a la incorporación que presentaron tras la visita a Rusia en ese mismo año los socialistas Daniel Anguiano y Fernando de los Ríos terminó con la salida del PSOE de los partidarios de los bolcheviques que en 1921 fundarían el Partido Comunista de España, un partido minúsculo adherido a la III Internacional y bajo las órdenes directas de Moscú. Sin embargo, aunque las dos grandes organizaciones obreras españolas no se incorporaron al movimiento comunista, la Revolución de Octubre «actuó en España como un imparable mito movilizador que conmocionó durante años al obrerismo, arrastró a sus dirigentes y encandiló a las masas que intentaban encuadrar».
En Andalucía entre 1918 y 1920 se produjo una intensificación de las movilizaciones de los jornaleros, que se conoce con el nombre de «trienio bolchevique», llamado así por los ecos que había suscitado en Andalucía la "Revolución de Octubre". Se produjeron constantes huelgas que fueron respondidas con extraordinaria dureza por los patronos y las autoridades. Las sociedades obreras reclamaban la subida de jornales y el empleo de los parados de una localidad antes de recurrir a la mano de obra forastera. La movilización fue alentada mediante mítines, periódicos y folletos, como el titulado La revolución rusa: la tierra para quienes la trabajan, y durante las huelgas los jornaleros ocupaban las fincas, siendo desalojados violentamente de ellas por la guardia civil y por el ejército. También hubo sabotajes y atentados. La agitación campesina andaluza se redujo en 1920 debido a la represión y desapareció prácticamente en 1922.
Mientras tanto en Cataluña se produjo una «guerra social». El conflicto se inició en febrero de 1919 con la huelga de la Canadiense, que era el nombre con el que era conocida la empresa Barcelona Traction, Light and Power que suministraba electricidad a Barcelona. En consecuencia la ciudad se quedó sin luz, sin agua y sin tranvías. El gobierno de Romanones optó por la vía de la negociación pero tuvo que ceder a las presiones de la patronal que exigía mano dura y que encontró unos valiosos aliados en el capitán general de Cataluña Joaquín Milans del Bosch y en el rey Alfonso XIII. «Se militarizaron los servicios, y Barcelona recuperó la normalidad mientras las cárceles se llenaban de presos huelguistas», afirma Ángeles Barrio.
En ese tiempo se llegó a un acuerdo entre la empresa y los trabajadores gracias a la labor del dirigente moderado de la CNT Salvador Seguí. Quedaba la cuestión pendiente de los huelguistas encarcelados, sometidos a la jurisdicción militar, pero el capitán general Milans del Bosch no cedió por lo que la CNT tuvo que cumplir su amenaza de declarar la huelga general. La respuesta de los patronos, que apoyaron la postura de Milans, fue declarar el lock-out que condenaba a los obreros a la indigencia. El gobierno intentó destituir a Milans, que había declarado el estado de guerra, pero el rey se opuso, por lo que Romanones presentó su dimisión. Le sustituyó el conservador Antonio Maura que aprobó la política de Milans del Bosch. La CNT fue disuelta y sus dirigentes fueron encarcelados, mientras el Somatén se sumaba al mantenimiento del orden público en Barcelona.
El conflicto obrero catalán degeneró en una «guerra social» en la que ambas partes recurrieron a la violencia y cuyo escenario fue Barcelona donde se enfrentaron a tiros pistoleros sindicalistas y patronales. Estos últimos estaban dirigidos por el expolicía Manuel Bravo Portillo, contratado por la Federación Patronal, que formó una extensa y bien organizada banda compuesta por delincuentes y sindicalistas corruptos, y que fue la que llevó a cabo los primeros asesinatos de militantes y dirigentes de la CNT. En las filas anarquistas, y protegidos por sus dirigentes, se formaron grupos de acción cuyos miembros, según Moreno Luzón, «se movían entre el asesinato a sueldo y la revolución ácrata, protagonistas de más y más atentados contra empresarios, capataces, policías, matones y obreros disidentes». Entre ellos destacó Buenaventura Durruti, «joven pistolero y agitador clandestino».

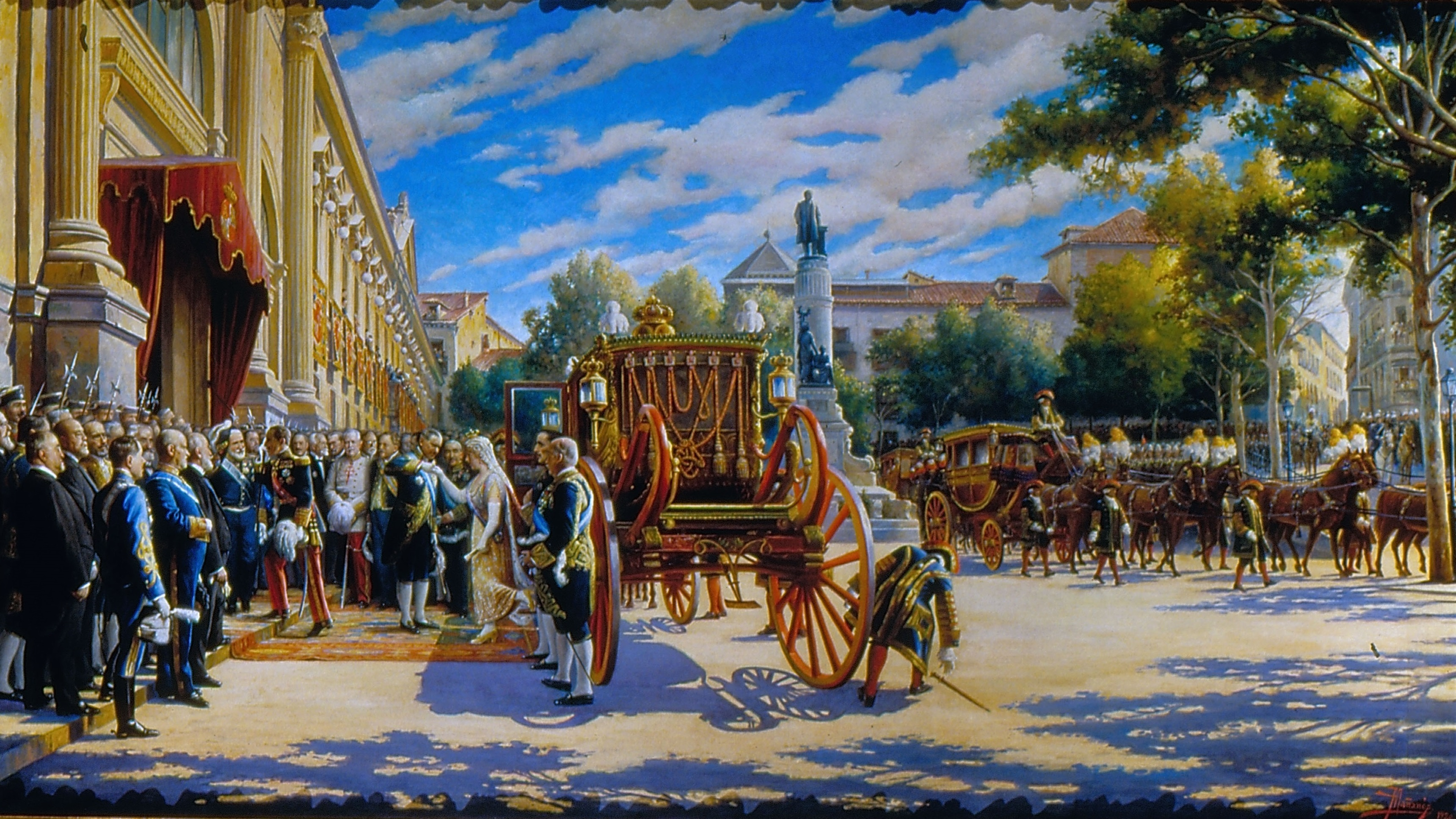
Cuadro de Asterio Mañanós Martínez sobre la apertura de las Cortes en 1919 que recoge la entrada de los reyes en el Palacio del Senado donde les recibe el presidente del gobierno Antonio Maura.

Maura convocó elecciones en junio de 1919 pero en ellas no consiguió una mayoría propia y el resto de facciones conservadoras se negaron a reconocerle como jefe del partido conservador, a pesar de las presiones del rey para que lo hicieran, «en defensa de la monarquía y el orden». Así se produjo la caída de Maura a quien le sucedió en agosto de 1919 el también conservador Joaquín Sánchez de Toca, que volvió a la vía de la negociación en la guerra social en Cataluña. Sin embargo, pocos meses después cayó el gobierno siendo sustituido por el también conservador Manuel Allendesalazar Muñoz, quien recuperó la «mano dura». Pero el gobierno de Allendesalazar tampoco duró mucho y cayó en mayo de 1920, siendo sustituido por el también conservador Eduardo Dato. Este consiguió del rey el decreto de disolución de las Cortes y convocó nuevas elecciones para diciembre de 1920, solo un año y medio después de las celebradas bajo el gobierno de Maura.
Aunque al principio impulsó la negociación para lograr la paz social, Dato volvió a la política represiva después de que se produjera el asesinato por un grupo anarquista del conde de Salvatierra, antiguo gobernador civil de Barcelona en tiempos del gobierno de Sánchez de Toca. Puso al frente del gobierno civil de Barcelona al general Severiano Martínez Anido, que aplicó una feroz represión antisindical que incluyó la aplicación de la llamada ley de fugas a los presos, lo que diezmó a la CNT pero, según Ángeles Barrio, «estimuló el activismo y el recurso a la violencia individual» y «los actos terroristas y de violencia callejera entre anarquistas y miembros de los Sindicatos Libres se sucedieron en espiral entre 1920 y 1922…» Los llamados sindicatos libres –por oposición a los sindicatos únicos de la CNT— estaban formados por obreros católicos, apolíticos o simplemente desengañados de la estrategia anarquista, a los que los patronos preferían contratar, lo que se tradujo en un incremento de sus miembros —en 1922 afirmaron tener 150.000 afiliados—. Esto abrió una competencia sindical que en numerosas ocasiones se saldó con tiroteos.

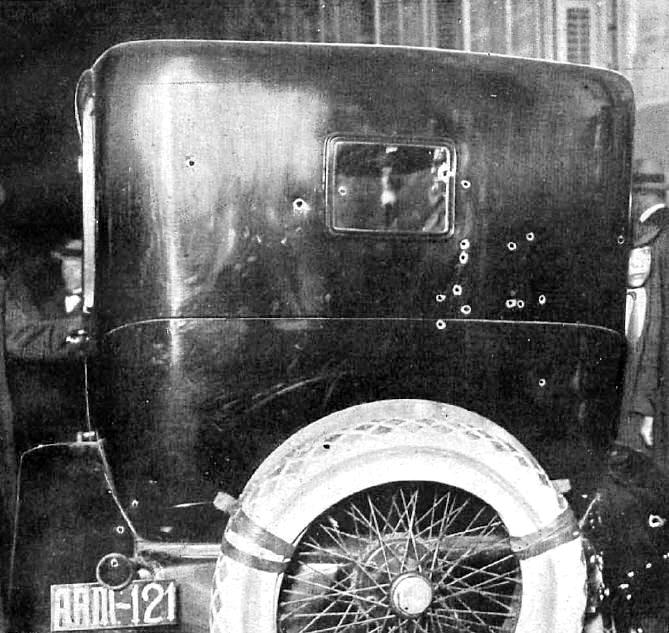
Parte posterior del coche en el que fue asesinado Eduardo Dato y en la que se observan los orificios de las balas.

La espiral de violencia alcanzó al propio primer ministro. El 8 de marzo de 1921 Eduardo Dato fue asesinado en Madrid por un grupo de tres anarquistas que le dispararon desde un sidecar cuando regresaba en automóvil a su casa desde el Senado. El asesinato de Dato incrementó la represión sobre la CNT y las acciones de los pistoleros de los "Sindicatos Libres" contra sus miembros. En 1923 caía también asesinado Salvador Seguí, dirigente de la CNT, que no había apoyado la vía violenta y que defendía la vuelta a la vía sindical, así como el arzobispo de Zaragoza Juan Soldevilla.
El número de atentados creció hasta 1921 para descender en 1922 y repuntar en 1923. Según los datos de Eduardo González Calleja, citados por Javier Moreno Luzón, hubo 87 atentados en 1919, 292 en 1920, 311 en 1921, 61 en 1922 y 117 en 1923. Las víctimas mortales fueron 201 sindicalistas y anarquistas, incluyendo a sus abogados (un 23 %); 123 patronos, gerentes y capataces (un 14%); 83 agentes de la autoridad (un 9,5 %); 116 miembros de los sindicatos libres o anticenetistas (13 %).

### El «desastre de Annual» y sus consecuencias (1921-1922)

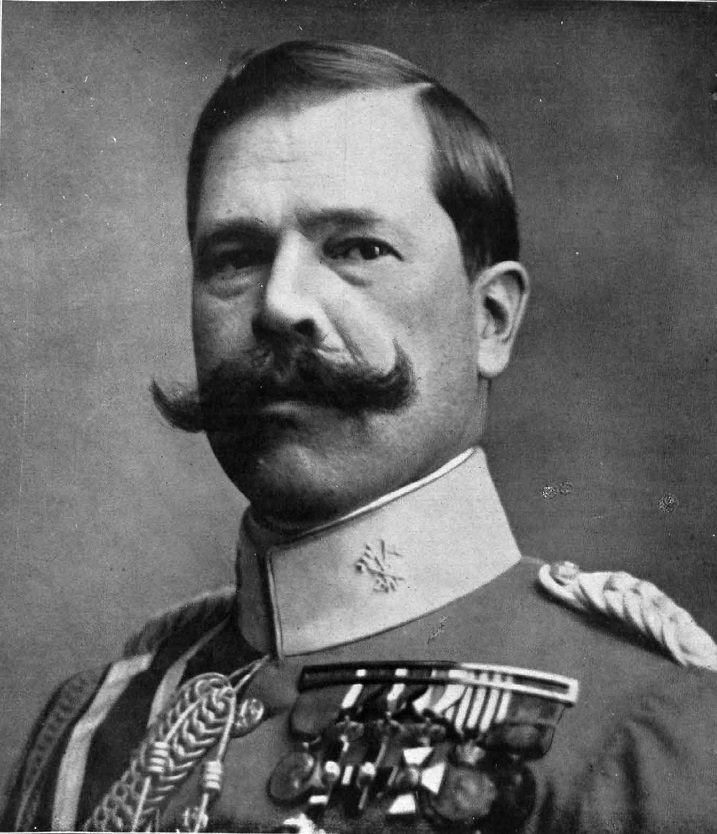
Manuel Fernández Silvestre, general de las tropas españolas en el desastre de Annual.

Tras el paréntesis de la Gran Guerra los gobiernos españoles se propusieron hacer efectivo el dominio de España sobre todo el protectorado de Marruecos. Esa fue la tarea encomendada al general Dámaso Berenguer, nombrado Alto Comisario Español en Marruecos en 1919. Del avance en la zona oriental se encargó el general Manuel Fernández Silvestre, nombrado a principios de 1920 comandante general de Melilla, cargo que gozaba de una cierta autonomía respecto del Alto Comisario ya que despachaba directamente con el ministro de la guerra. Fernández Silvestre inició el avance desde Melilla hacia el oeste mediante el sistema tradicional de blocaos —casetas de madera fortificadas— sin encontrar resistencia. En diciembre de 1920 alcanzaba la cabila de Beni Said y al mes siguiente Annual, en la cabila vecina de Beni Ulixek. Berenguer y Fernández Silvestre se reunieron en marzo de 1921 en el Peñón de Alhucemas y decidieron detener el avance. Las tropas de la Comandancia de Melilla quedaron así dispersas en un territorio extenso, con problemas de abastecimiento y expuestas a un posible ataque. El puesto más avanzado era Annual.
Tras un permiso en Madrid donde recibió numerosas muestras de apoyo popular, del gobierno y del rey, Fernández Silvestre reanudó el avance en mayo de 1921, pero esta vez se encontró con la resistencia de las tribus rifeñas dirigidas por Abd el-Krim, de la cabila de Beni Urriaguel, situada más al oeste. Silvestre pidió refuerzos que no le fueron concedidos pero no renunció al avance y el 19 de julio ordenó reconquistar la zona de Annual. Silvestre en persona llegó desde Melilla el día 21 al frente de un ejército de 4.500 hombres pero tuvo que retirarse de Annual a Ben Tieb, al sudeste, ante la ofensiva que habían desencadenado los rebeldes de Abd el-Krim. El Alto Comisario prometió enviar refuerzos pero estos no llegarían a tiempo.

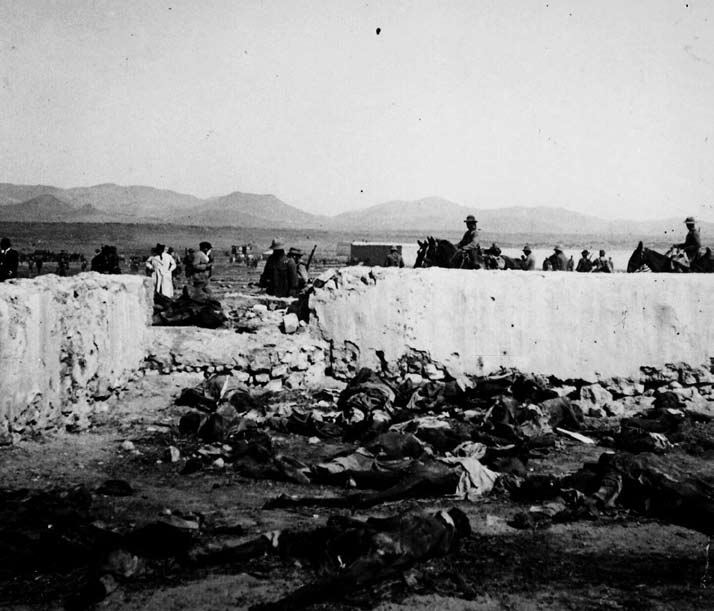
Cadáveres encontrados en Annual.

«La ofensiva inesperada de los indígenas concluyó en una desbandada general del Ejército español en dirección a Melilla. Las tropas españolas estaban dispersas en un frente muy extenso con un número de posiciones muy elevado y con graves problemas de aprovisionamiento. Las unidades estaban mal pertrechadas... El derrumbamiento del frente tuvo como consecuencia la pérdida en tan sólo unos días de lo conseguido con graves dificultades durante años. No sólo el general Silvestre murió sino también otros 10.000 soldados».
El que sería conocido como el «desastre de Annual» conmocionó a la opinión pública. En las Cortes y en la prensa se pidieron responsabilidades y el propio rey Alfonso XIII fue acusado de haber alentado a Fernández Silvestre —«nombrado gracias al favor real» según el agregado militar de la embajada francesa— para actuar de forma tan imprudente como lo hizo, aunque no existe ninguna prueba de ello «por más que mantuviera unas relaciones estrechas con él, por otro lado no muy diferentes de la que le unían a otros militares». El diputado socialista Indalecio Prieto dijo en el Congreso:

Aquellos campos de dominio son hoy campos de muerte: ocho mil cadáveres parece que se agrupan en torno de las gradas del trono en demanda de justicia.

Para hacer frente a las graves consecuencias políticas del «desastre de Annual» el rey recurrió a Antonio Maura quien el 3 de agosto de 1921 formó, como en 1918, un «gobierno de concentración», del que formaron parte tanto conservadores como liberales, y también de nuevo el catalanista Cambó. Una de las primeras medidas que tomó el nuevo gobierno fue abrir un expediente —cuyo instructor sería el general Juan Picasso— para dirimir las responsabilidades militares del desastre. Asimismo se puso en marcha una operación militar para recuperar el territorio perdido en Marruecos. Sin embargo, el gobierno de Maura acuciado por la «cuestión de las responsabilidades» duró solo ocho meses y en marzo de 1922 fue sustituido por un gobierno conservador presidido por José Sánchez Guerra.
Sánchez Guerra intentó hacer frente al creciente intervencionismo militar y se propuso someter a las Juntas de Defensa, llamadas entonces «comisiones informativas», al poder civil, contando esta vez con la colaboración del rey, quien en junio de 1922 en una reunión con los militares de la guarnición de Barcelona las desautorizó. «El oficial no puede meterse en política», dijo. Los diputados reformistas, republicanos y socialistas, por su parte, recordaron el apoyo que había dado el rey a las Juntas en el pasado. Finalmente las Cortes aprobaron en noviembre de 1922 una ley que disolvía las «comisiones informativas» y que establecía las normas estrictas que se debían seguir para los ascensos por méritos de guerra, atendiendo así una de sus reivindicaciones de las Juntas. De esta forma se restableció la unidad de los oficiales africanistas y junteros del Ejército español. Otra medida civilista fue la destitución del general Severiano Martínez Anido de su puesto de gobernador civil en Barcelona.
El general Picasso presentó su informe sobre el «desastre de Annual» que resultó demoledor ya que en él denunciaba el fraude y la corrupción que se había producido en la administración del protectorado de Marruecos, así como la falta de preparación y la improvisación de los mandos en la conducción de las operaciones militares, sin dejar a salvo a los gobiernos que no habían provisto al Ejército de los medios materiales necesarios. A partir de lo relatado en el Expediente Picasso el Consejo Supremo de Guerra y Marina ordenó el procesamiento de treinta seis jefes y oficiales, junto con el Alto Comisario, el general Berenguer, el general Fernández Silvestre, si se encontraba vivo pues no había sido hallado su cadáver, y el general Navarro, prisionero de Abd el-Krim.
De nuevo la intervención más dura cuando se debatió en el tema en el Congreso fue la del diputado socialista Indalecio Prieto que acusó al ministro de la guerra, vizconde de Eza, y sobre todo al rey de ser los máximos responsables de lo sucedido, acusación por la que fue procesado. Prieto, entre otras cosas, dijo:

Una de las responsabilidades más graves que asumen todos los partidos que han turnado en este periodo de la monarquía es la de su adulación, la de su falta de constitucionalismo, la de no haber sabido encuadrar a todo el mundo, incluso al rey, dentro de sus deberes constitucionales.

El debate sobre las responsabilidades puso en evidencia la división entre los conservadores por lo que provocó la crisis del gobierno que se saldó con la formación en diciembre de 1922 de uno nuevo de «concentración liberal» presidido por Manuel García Prieto, que iba a ser el último gobierno constitucional del reinado de Alfonso XIII.

### El último gobierno constitucional de la Monarquía de Alfonso XIII (diciembre de 1922-septiembre de 1923)

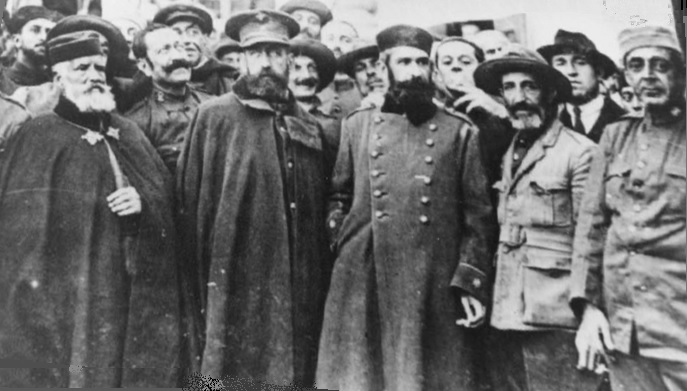
Jefes y oficiales españoles tras ser liberados después de las negociaciones que mantuvo el gobierno de García Prieto con Abd el-Krim y que un sector del ejército español calificó de «indignas».

El gobierno de «concentración liberal» presidido por Manuel García Prieto anunció su propósito de avanzar en el proceso de responsabilidades —en julio de 1923 el Senado concedía el suplicatorio para poder procesar al general Berenguer ya que gozaba de inmunidad parlamentaria al ser miembro de esa Cámara—. Asimismo, intentó reafirmar la primacía del poder civil sobre los militares en las dos cuestiones pendientes, Cataluña y Marruecos. También se planteó un proyecto muy ambicioso de reforma del régimen político que supusiera el nacimiento de una auténtica Monarquía parlamentaria, aunque en las elecciones que convocó a principios de 1923 volvió a producirse el fraude generalizado y el recurso a la maquinaria caciquil para asegurarse una mayoría. Sin embargo, los partidos antisistema lograron avances, sobre todo el PSOE, que obtuvo un resonante triunfo en Madrid donde obtuvo siete escaños. Pero finalmente, el gobierno no pudo llevar adelante sus planes de reforma y de exigencia de responsabilidades porque el 13 de septiembre de 1923 el general Miguel Primo de Rivera, capitán general de Cataluña, encabezó un golpe de Estado en Barcelona que puso fin al régimen liberal de la Restauración. El rey Alfonso XIII no se opuso al golpe.